# Hady Mirza
Muhammad Mirzahady Bin Amir, conocido artísticamente como Hady Mirza (Jawi: حدي ميرزا), (n. 28 de enero de 1980), es un cantante singapurés. Fue ganador de la segunda temporada de la de un programa de telerrealidad de "Singapore Idol", difundida por televisión. Fue declarado ganador el 25 de septiembre de 2006 en el Singapore Indoor Stadium, luego de obtener el 70 % de un millón de votos emitidos por los televidentes.
También fue ganador del primer concurso "Asian Idol", celebrada el 16 de diciembre de 2007 en Yakarta, Indonesia. En Asian Idol, tuvo seis ganadores de diferentes países asiáticos, como Singapore Idol, Malaysian Idol, Indonesian Idol, Indian Idol, Philippine Idol y Vietnam Idol.
Hady se hizo conocer por incursionar en el género R & B, por su voz y personalidad encantadora. Fue el segundo ganador masculino, seguido de Taufik Batisah.

## Singapore Idol
| Puesto # | Puesto # | Puesto # | Puesto # | Puesto # | Puesto # | Puesto # | Puesto # | Puesto # | Puesto # | Puesto # | Puesto # | Puesto # | Puesto # | Puesto # | Puesto # | Puesto # | Puesto # | Puesto # | Puesto # | Puesto # | Puesto # | Puesto # | Puesto # | Puesto # | Puesto # | Puesto # | Puesto # | Puesto # | Puesto # | Puesto # | Puesto # | Puesto # | Puesto # | Puesto # | Puesto # | Puesto # | Puesto # | Puesto # | Puesto # | Puesto # | Puesto # | Puesto # | Puesto # | Puesto # | Puesto # | Puesto # | Puesto # | Puesto # | Puesto # | Puesto # | Puesto # | Puesto # | Puesto # | Puesto # | Puesto # | Puesto # | Puesto # | Puesto # | Puesto # | Puesto # | Puesto # | Puesto # | Puesto # | Puesto # | Puesto # | Puesto # | Puesto # | Puesto # | Puesto # | Puesto # | Puesto # | Puesto # | Puesto # | Puesto # | Puesto # | Puesto # | Puesto # | Puesto # | Puesto # | Puesto # | Puesto # | Puesto # | Puesto # | Puesto # | Puesto # | Puesto # | Puesto # | Puesto # | Puesto # | Puesto # | Puesto # | Puesto # | Puesto # | Puesto # | Puesto # | Puesto # | Puesto # | Puesto # | Puesto # | Canción                                      | Canción                                      | Canción                                      | Canción                                      | Canción                                      | Canción                                      | Canción                                      | Canción                                      | Canción                                      | Canción                                      | Canción                                      | Canción                                      | Canción                                      | Canción                                      | Canción                                      | Canción                                      | Canción                                      | Canción                                      | Canción                                      | Canción                                      | Canción                                      | Canción                                      | Canción                                      | Canción                                      | Canción                                      | Canción                                      | Canción                                      | Canción                                      | Canción                                      | Canción                                      | Canción                                      | Canción                                      | Canción                                      | Canción                                      | Canción                                      | Canción                                      | Canción                                      | Canción                                      | Canción                                      | Canción                                      | Canción                                      | Canción                                      | Canción                                      | Canción                                      | Canción                                      | Canción                                      | Canción                                      | Canción                                      | Canción                                      | Canción                                      | Canción                                      | Canción                                      | Canción                                      | Canción                                      | Canción                                      | Canción                                      | Canción                                      | Canción                                      | Canción                                      | Canción                                      | Canción                                      | Canción                                      | Canción                                      | Canción                                      | Canción                                      | Canción                                      | Canción                                      | Canción                                      | Canción                                      | Canción                                      | Canción                                      | Canción                                      | Canción                                      | Canción                                      | Canción                                      | Canción                                      | Canción                                      | Canción                                      | Canción                                      | Canción                                      | Canción                                      | Canción                                      | Canción                                      | Canción                                      | Canción                                      | Canción                                      | Canción                                      | Canción                                      | Canción                                      | Canción                                      | Canción                                      | Canción                                      | Canción                                      | Canción                                      | Canción                                      | Canción                                      | Canción                                      | Canción                                      | Canción                                      | Canción                                      | Artista original                       | Artista original                       | Artista original                       | Artista original                       | Artista original                       | Artista original                       | Artista original                       | Artista original                       | Artista original                       | Artista original                       | Artista original                       | Artista original                       | Artista original                       | Artista original                       | Artista original                       | Artista original                       | Artista original                       | Artista original                       | Artista original                       | Artista original                       | Artista original                       | Artista original                       | Artista original                       | Artista original                       | Artista original                       | Artista original                       | Artista original                       | Artista original                       | Artista original                       | Artista original                       | Artista original                       | Artista original                       | Artista original                       | Artista original                       | Artista original                       | Artista original                       | Artista original                       | Artista original                       | Artista original                       | Artista original                       | Artista original                       | Artista original                       | Artista original                       | Artista original                       | Artista original                       | Artista original                       | Artista original                       | Artista original                       | Artista original                       | Artista original                       | Artista original                       | Artista original                       | Artista original                       | Artista original                       | Artista original                       | Artista original                       | Artista original                       | Artista original                       | Artista original                       | Artista original                       | Artista original                       | Artista original                       | Artista original                       | Artista original                       | Artista original                       | Artista original                       | Artista original                       | Artista original                       | Artista original                       | Artista original                       | Artista original                       | Artista original                       | Artista original                       | Artista original                       | Artista original                       | Artista original                       | Artista original                       | Artista original                       | Artista original                       | Artista original                       | Artista original                       | Artista original                       | Artista original                       | Artista original                       | Artista original                       | Artista original                       | Artista original                       | Artista original                       | Artista original                       | Artista original                       | Artista original                       | Artista original                       | Artista original                       | Artista original                       | Artista original                       | Artista original                       | Artista original                       | Artista original                       | Artista original                       | Artista original                       | Resultado           | Resultado           | Resultado           | Resultado           | Resultado           | Resultado           | Resultado           | Resultado           | Resultado           | Resultado           | Resultado           | Resultado           | Resultado           | Resultado           | Resultado           | Resultado           | Resultado           | Resultado           | Resultado           | Resultado           | Resultado           | Resultado           | Resultado           | Resultado           | Resultado           | Resultado           | Resultado           | Resultado           | Resultado           | Resultado           | Resultado           | Resultado           | Resultado           | Resultado           | Resultado           | Resultado           | Resultado           | Resultado           | Resultado           | Resultado           | Resultado           | Resultado           | Resultado           | Resultado           | Resultado           | Resultado           | Resultado           | Resultado           | Resultado           | Resultado           | Resultado           | Resultado           | Resultado           | Resultado           | Resultado           | Resultado           | Resultado           | Resultado           | Resultado           | Resultado           | Resultado           | Resultado           | Resultado           | Resultado           | Resultado           | Resultado           | Resultado           | Resultado           | Resultado           | Resultado           | Resultado           | Resultado           | Resultado           | Resultado           | Resultado           | Resultado           | Resultado           | Resultado           | Resultado           | Resultado           | Resultado           | Resultado           | Resultado           | Resultado           | Resultado           | Resultado           | Resultado           | Resultado           | Resultado           | Resultado           | Resultado           | Resultado           | Resultado           | Resultado           | Resultado           | Resultado           | Resultado           | Resultado           | Resultado           | Resultado           |
| Top 28   | Top 28   | Top 28   | Top 28   | Top 28   | Top 28   | Top 28   | Top 28   | Top 28   | Top 28   | Top 28   | Top 28   | Top 28   | Top 28   | Top 28   | Top 28   | Top 28   | Top 28   | Top 28   | Top 28   | Top 28   | Top 28   | Top 28   | Top 28   | Top 28   | Top 28   | Top 28   | Top 28   | Top 28   | Top 28   | Top 28   | Top 28   | Top 28   | Top 28   | Top 28   | Top 28   | Top 28   | Top 28   | Top 28   | Top 28   | Top 28   | Top 28   | Top 28   | Top 28   | Top 28   | Top 28   | Top 28   | Top 28   | Top 28   | Top 28   | Top 28   | Top 28   | Top 28   | Top 28   | Top 28   | Top 28   | Top 28   | Top 28   | Top 28   | Top 28   | Top 28   | Top 28   | Top 28   | Top 28   | Top 28   | Top 28   | Top 28   | Top 28   | Top 28   | Top 28   | Top 28   | Top 28   | Top 28   | Top 28   | Top 28   | Top 28   | Top 28   | Top 28   | Top 28   | Top 28   | Top 28   | Top 28   | Top 28   | Top 28   | Top 28   | Top 28   | Top 28   | Top 28   | Top 28   | Top 28   | Top 28   | Top 28   | Top 28   | Top 28   | Top 28   | Top 28   | Top 28   | Top 28   | Top 28   | Top 28   | Heaven                                       | Heaven                                       | Heaven                                       | Heaven                                       | Heaven                                       | Heaven                                       | Heaven                                       | Heaven                                       | Heaven                                       | Heaven                                       | Heaven                                       | Heaven                                       | Heaven                                       | Heaven                                       | Heaven                                       | Heaven                                       | Heaven                                       | Heaven                                       | Heaven                                       | Heaven                                       | Heaven                                       | Heaven                                       | Heaven                                       | Heaven                                       | Heaven                                       | Heaven                                       | Heaven                                       | Heaven                                       | Heaven                                       | Heaven                                       | Heaven                                       | Heaven                                       | Heaven                                       | Heaven                                       | Heaven                                       | Heaven                                       | Heaven                                       | Heaven                                       | Heaven                                       | Heaven                                       | Heaven                                       | Heaven                                       | Heaven                                       | Heaven                                       | Heaven                                       | Heaven                                       | Heaven                                       | Heaven                                       | Heaven                                       | Heaven                                       | Heaven                                       | Heaven                                       | Heaven                                       | Heaven                                       | Heaven                                       | Heaven                                       | Heaven                                       | Heaven                                       | Heaven                                       | Heaven                                       | Heaven                                       | Heaven                                       | Heaven                                       | Heaven                                       | Heaven                                       | Heaven                                       | Heaven                                       | Heaven                                       | Heaven                                       | Heaven                                       | Heaven                                       | Heaven                                       | Heaven                                       | Heaven                                       | Heaven                                       | Heaven                                       | Heaven                                       | Heaven                                       | Heaven                                       | Heaven                                       | Heaven                                       | Heaven                                       | Heaven                                       | Heaven                                       | Heaven                                       | Heaven                                       | Heaven                                       | Heaven                                       | Heaven                                       | Heaven                                       | Heaven                                       | Heaven                                       | Heaven                                       | Heaven                                       | Heaven                                       | Heaven                                       | Heaven                                       | Heaven                                       | Heaven                                       | Heaven                                       | Bryan Adams                            | Bryan Adams                            | Bryan Adams                            | Bryan Adams                            | Bryan Adams                            | Bryan Adams                            | Bryan Adams                            | Bryan Adams                            | Bryan Adams                            | Bryan Adams                            | Bryan Adams                            | Bryan Adams                            | Bryan Adams                            | Bryan Adams                            | Bryan Adams                            | Bryan Adams                            | Bryan Adams                            | Bryan Adams                            | Bryan Adams                            | Bryan Adams                            | Bryan Adams                            | Bryan Adams                            | Bryan Adams                            | Bryan Adams                            | Bryan Adams                            | Bryan Adams                            | Bryan Adams                            | Bryan Adams                            | Bryan Adams                            | Bryan Adams                            | Bryan Adams                            | Bryan Adams                            | Bryan Adams                            | Bryan Adams                            | Bryan Adams                            | Bryan Adams                            | Bryan Adams                            | Bryan Adams                            | Bryan Adams                            | Bryan Adams                            | Bryan Adams                            | Bryan Adams                            | Bryan Adams                            | Bryan Adams                            | Bryan Adams                            | Bryan Adams                            | Bryan Adams                            | Bryan Adams                            | Bryan Adams                            | Bryan Adams                            | Bryan Adams                            | Bryan Adams                            | Bryan Adams                            | Bryan Adams                            | Bryan Adams                            | Bryan Adams                            | Bryan Adams                            | Bryan Adams                            | Bryan Adams                            | Bryan Adams                            | Bryan Adams                            | Bryan Adams                            | Bryan Adams                            | Bryan Adams                            | Bryan Adams                            | Bryan Adams                            | Bryan Adams                            | Bryan Adams                            | Bryan Adams                            | Bryan Adams                            | Bryan Adams                            | Bryan Adams                            | Bryan Adams                            | Bryan Adams                            | Bryan Adams                            | Bryan Adams                            | Bryan Adams                            | Bryan Adams                            | Bryan Adams                            | Bryan Adams                            | Bryan Adams                            | Bryan Adams                            | Bryan Adams                            | Bryan Adams                            | Bryan Adams                            | Bryan Adams                            | Bryan Adams                            | Bryan Adams                            | Bryan Adams                            | Bryan Adams                            | Bryan Adams                            | Bryan Adams                            | Bryan Adams                            | Bryan Adams                            | Bryan Adams                            | Bryan Adams                            | Bryan Adams                            | Bryan Adams                            | Bryan Adams                            | Bryan Adams                            | Proceeded to top 12 | Proceeded to top 12 | Proceeded to top 12 | Proceeded to top 12 | Proceeded to top 12 | Proceeded to top 12 | Proceeded to top 12 | Proceeded to top 12 | Proceeded to top 12 | Proceeded to top 12 | Proceeded to top 12 | Proceeded to top 12 | Proceeded to top 12 | Proceeded to top 12 | Proceeded to top 12 | Proceeded to top 12 | Proceeded to top 12 | Proceeded to top 12 | Proceeded to top 12 | Proceeded to top 12 | Proceeded to top 12 | Proceeded to top 12 | Proceeded to top 12 | Proceeded to top 12 | Proceeded to top 12 | Proceeded to top 12 | Proceeded to top 12 | Proceeded to top 12 | Proceeded to top 12 | Proceeded to top 12 | Proceeded to top 12 | Proceeded to top 12 | Proceeded to top 12 | Proceeded to top 12 | Proceeded to top 12 | Proceeded to top 12 | Proceeded to top 12 | Proceeded to top 12 | Proceeded to top 12 | Proceeded to top 12 | Proceeded to top 12 | Proceeded to top 12 | Proceeded to top 12 | Proceeded to top 12 | Proceeded to top 12 | Proceeded to top 12 | Proceeded to top 12 | Proceeded to top 12 | Proceeded to top 12 | Proceeded to top 12 | Proceeded to top 12 | Proceeded to top 12 | Proceeded to top 12 | Proceeded to top 12 | Proceeded to top 12 | Proceeded to top 12 | Proceeded to top 12 | Proceeded to top 12 | Proceeded to top 12 | Proceeded to top 12 | Proceeded to top 12 | Proceeded to top 12 | Proceeded to top 12 | Proceeded to top 12 | Proceeded to top 12 | Proceeded to top 12 | Proceeded to top 12 | Proceeded to top 12 | Proceeded to top 12 | Proceeded to top 12 | Proceeded to top 12 | Proceeded to top 12 | Proceeded to top 12 | Proceeded to top 12 | Proceeded to top 12 | Proceeded to top 12 | Proceeded to top 12 | Proceeded to top 12 | Proceeded to top 12 | Proceeded to top 12 | Proceeded to top 12 | Proceeded to top 12 | Proceeded to top 12 | Proceeded to top 12 | Proceeded to top 12 | Proceeded to top 12 | Proceeded to top 12 | Proceeded to top 12 | Proceeded to top 12 | Proceeded to top 12 | Proceeded to top 12 | Proceeded to top 12 | Proceeded to top 12 | Proceeded to top 12 | Proceeded to top 12 | Proceeded to top 12 | Proceeded to top 12 | Proceeded to top 12 | Proceeded to top 12 | Proceeded to top 12 |
| Top 12   | Top 12   | Top 12   | Top 12   | Top 12   | Top 12   | Top 12   | Top 12   | Top 12   | Top 12   | Top 12   | Top 12   | Top 12   | Top 12   | Top 12   | Top 12   | Top 12   | Top 12   | Top 12   | Top 12   | Top 12   | Top 12   | Top 12   | Top 12   | Top 12   | Top 12   | Top 12   | Top 12   | Top 12   | Top 12   | Top 12   | Top 12   | Top 12   | Top 12   | Top 12   | Top 12   | Top 12   | Top 12   | Top 12   | Top 12   | Top 12   | Top 12   | Top 12   | Top 12   | Top 12   | Top 12   | Top 12   | Top 12   | Top 12   | Top 12   | Top 12   | Top 12   | Top 12   | Top 12   | Top 12   | Top 12   | Top 12   | Top 12   | Top 12   | Top 12   | Top 12   | Top 12   | Top 12   | Top 12   | Top 12   | Top 12   | Top 12   | Top 12   | Top 12   | Top 12   | Top 12   | Top 12   | Top 12   | Top 12   | Top 12   | Top 12   | Top 12   | Top 12   | Top 12   | Top 12   | Top 12   | Top 12   | Top 12   | Top 12   | Top 12   | Top 12   | Top 12   | Top 12   | Top 12   | Top 12   | Top 12   | Top 12   | Top 12   | Top 12   | Top 12   | Top 12   | Top 12   | Top 12   | Top 12   | Top 12   | Rock DJ                                      | Rock DJ                                      | Rock DJ                                      | Rock DJ                                      | Rock DJ                                      | Rock DJ                                      | Rock DJ                                      | Rock DJ                                      | Rock DJ                                      | Rock DJ                                      | Rock DJ                                      | Rock DJ                                      | Rock DJ                                      | Rock DJ                                      | Rock DJ                                      | Rock DJ                                      | Rock DJ                                      | Rock DJ                                      | Rock DJ                                      | Rock DJ                                      | Rock DJ                                      | Rock DJ                                      | Rock DJ                                      | Rock DJ                                      | Rock DJ                                      | Rock DJ                                      | Rock DJ                                      | Rock DJ                                      | Rock DJ                                      | Rock DJ                                      | Rock DJ                                      | Rock DJ                                      | Rock DJ                                      | Rock DJ                                      | Rock DJ                                      | Rock DJ                                      | Rock DJ                                      | Rock DJ                                      | Rock DJ                                      | Rock DJ                                      | Rock DJ                                      | Rock DJ                                      | Rock DJ                                      | Rock DJ                                      | Rock DJ                                      | Rock DJ                                      | Rock DJ                                      | Rock DJ                                      | Rock DJ                                      | Rock DJ                                      | Rock DJ                                      | Rock DJ                                      | Rock DJ                                      | Rock DJ                                      | Rock DJ                                      | Rock DJ                                      | Rock DJ                                      | Rock DJ                                      | Rock DJ                                      | Rock DJ                                      | Rock DJ                                      | Rock DJ                                      | Rock DJ                                      | Rock DJ                                      | Rock DJ                                      | Rock DJ                                      | Rock DJ                                      | Rock DJ                                      | Rock DJ                                      | Rock DJ                                      | Rock DJ                                      | Rock DJ                                      | Rock DJ                                      | Rock DJ                                      | Rock DJ                                      | Rock DJ                                      | Rock DJ                                      | Rock DJ                                      | Rock DJ                                      | Rock DJ                                      | Rock DJ                                      | Rock DJ                                      | Rock DJ                                      | Rock DJ                                      | Rock DJ                                      | Rock DJ                                      | Rock DJ                                      | Rock DJ                                      | Rock DJ                                      | Rock DJ                                      | Rock DJ                                      | Rock DJ                                      | Rock DJ                                      | Rock DJ                                      | Rock DJ                                      | Rock DJ                                      | Rock DJ                                      | Rock DJ                                      | Rock DJ                                      | Rock DJ                                      | Robbie Williams                        | Robbie Williams                        | Robbie Williams                        | Robbie Williams                        | Robbie Williams                        | Robbie Williams                        | Robbie Williams                        | Robbie Williams                        | Robbie Williams                        | Robbie Williams                        | Robbie Williams                        | Robbie Williams                        | Robbie Williams                        | Robbie Williams                        | Robbie Williams                        | Robbie Williams                        | Robbie Williams                        | Robbie Williams                        | Robbie Williams                        | Robbie Williams                        | Robbie Williams                        | Robbie Williams                        | Robbie Williams                        | Robbie Williams                        | Robbie Williams                        | Robbie Williams                        | Robbie Williams                        | Robbie Williams                        | Robbie Williams                        | Robbie Williams                        | Robbie Williams                        | Robbie Williams                        | Robbie Williams                        | Robbie Williams                        | Robbie Williams                        | Robbie Williams                        | Robbie Williams                        | Robbie Williams                        | Robbie Williams                        | Robbie Williams                        | Robbie Williams                        | Robbie Williams                        | Robbie Williams                        | Robbie Williams                        | Robbie Williams                        | Robbie Williams                        | Robbie Williams                        | Robbie Williams                        | Robbie Williams                        | Robbie Williams                        | Robbie Williams                        | Robbie Williams                        | Robbie Williams                        | Robbie Williams                        | Robbie Williams                        | Robbie Williams                        | Robbie Williams                        | Robbie Williams                        | Robbie Williams                        | Robbie Williams                        | Robbie Williams                        | Robbie Williams                        | Robbie Williams                        | Robbie Williams                        | Robbie Williams                        | Robbie Williams                        | Robbie Williams                        | Robbie Williams                        | Robbie Williams                        | Robbie Williams                        | Robbie Williams                        | Robbie Williams                        | Robbie Williams                        | Robbie Williams                        | Robbie Williams                        | Robbie Williams                        | Robbie Williams                        | Robbie Williams                        | Robbie Williams                        | Robbie Williams                        | Robbie Williams                        | Robbie Williams                        | Robbie Williams                        | Robbie Williams                        | Robbie Williams                        | Robbie Williams                        | Robbie Williams                        | Robbie Williams                        | Robbie Williams                        | Robbie Williams                        | Robbie Williams                        | Robbie Williams                        | Robbie Williams                        | Robbie Williams                        | Robbie Williams                        | Robbie Williams                        | Robbie Williams                        | Robbie Williams                        | Robbie Williams                        | Robbie Williams                        | Safe                | Safe                | Safe                | Safe                | Safe                | Safe                | Safe                | Safe                | Safe                | Safe                | Safe                | Safe                | Safe                | Safe                | Safe                | Safe                | Safe                | Safe                | Safe                | Safe                | Safe                | Safe                | Safe                | Safe                | Safe                | Safe                | Safe                | Safe                | Safe                | Safe                | Safe                | Safe                | Safe                | Safe                | Safe                | Safe                | Safe                | Safe                | Safe                | Safe                | Safe                | Safe                | Safe                | Safe                | Safe                | Safe                | Safe                | Safe                | Safe                | Safe                | Safe                | Safe                | Safe                | Safe                | Safe                | Safe                | Safe                | Safe                | Safe                | Safe                | Safe                | Safe                | Safe                | Safe                | Safe                | Safe                | Safe                | Safe                | Safe                | Safe                | Safe                | Safe                | Safe                | Safe                | Safe                | Safe                | Safe                | Safe                | Safe                | Safe                | Safe                | Safe                | Safe                | Safe                | Safe                | Safe                | Safe                | Safe                | Safe                | Safe                | Safe                | Safe                | Safe                | Safe                | Safe                | Safe                | Safe                | Safe                | Safe                | Safe                |
| Top 11   | Top 11   | Top 11   | Top 11   | Top 11   | Top 11   | Top 11   | Top 11   | Top 11   | Top 11   | Top 11   | Top 11   | Top 11   | Top 11   | Top 11   | Top 11   | Top 11   | Top 11   | Top 11   | Top 11   | Top 11   | Top 11   | Top 11   | Top 11   | Top 11   | Top 11   | Top 11   | Top 11   | Top 11   | Top 11   | Top 11   | Top 11   | Top 11   | Top 11   | Top 11   | Top 11   | Top 11   | Top 11   | Top 11   | Top 11   | Top 11   | Top 11   | Top 11   | Top 11   | Top 11   | Top 11   | Top 11   | Top 11   | Top 11   | Top 11   | Top 11   | Top 11   | Top 11   | Top 11   | Top 11   | Top 11   | Top 11   | Top 11   | Top 11   | Top 11   | Top 11   | Top 11   | Top 11   | Top 11   | Top 11   | Top 11   | Top 11   | Top 11   | Top 11   | Top 11   | Top 11   | Top 11   | Top 11   | Top 11   | Top 11   | Top 11   | Top 11   | Top 11   | Top 11   | Top 11   | Top 11   | Top 11   | Top 11   | Top 11   | Top 11   | Top 11   | Top 11   | Top 11   | Top 11   | Top 11   | Top 11   | Top 11   | Top 11   | Top 11   | Top 11   | Top 11   | Top 11   | Top 11   | Top 11   | Top 11   | Maria, Maria                                 | Maria, Maria                                 | Maria, Maria                                 | Maria, Maria                                 | Maria, Maria                                 | Maria, Maria                                 | Maria, Maria                                 | Maria, Maria                                 | Maria, Maria                                 | Maria, Maria                                 | Maria, Maria                                 | Maria, Maria                                 | Maria, Maria                                 | Maria, Maria                                 | Maria, Maria                                 | Maria, Maria                                 | Maria, Maria                                 | Maria, Maria                                 | Maria, Maria                                 | Maria, Maria                                 | Maria, Maria                                 | Maria, Maria                                 | Maria, Maria                                 | Maria, Maria                                 | Maria, Maria                                 | Maria, Maria                                 | Maria, Maria                                 | Maria, Maria                                 | Maria, Maria                                 | Maria, Maria                                 | Maria, Maria                                 | Maria, Maria                                 | Maria, Maria                                 | Maria, Maria                                 | Maria, Maria                                 | Maria, Maria                                 | Maria, Maria                                 | Maria, Maria                                 | Maria, Maria                                 | Maria, Maria                                 | Maria, Maria                                 | Maria, Maria                                 | Maria, Maria                                 | Maria, Maria                                 | Maria, Maria                                 | Maria, Maria                                 | Maria, Maria                                 | Maria, Maria                                 | Maria, Maria                                 | Maria, Maria                                 | Maria, Maria                                 | Maria, Maria                                 | Maria, Maria                                 | Maria, Maria                                 | Maria, Maria                                 | Maria, Maria                                 | Maria, Maria                                 | Maria, Maria                                 | Maria, Maria                                 | Maria, Maria                                 | Maria, Maria                                 | Maria, Maria                                 | Maria, Maria                                 | Maria, Maria                                 | Maria, Maria                                 | Maria, Maria                                 | Maria, Maria                                 | Maria, Maria                                 | Maria, Maria                                 | Maria, Maria                                 | Maria, Maria                                 | Maria, Maria                                 | Maria, Maria                                 | Maria, Maria                                 | Maria, Maria                                 | Maria, Maria                                 | Maria, Maria                                 | Maria, Maria                                 | Maria, Maria                                 | Maria, Maria                                 | Maria, Maria                                 | Maria, Maria                                 | Maria, Maria                                 | Maria, Maria                                 | Maria, Maria                                 | Maria, Maria                                 | Maria, Maria                                 | Maria, Maria                                 | Maria, Maria                                 | Maria, Maria                                 | Maria, Maria                                 | Maria, Maria                                 | Maria, Maria                                 | Maria, Maria                                 | Maria, Maria                                 | Maria, Maria                                 | Maria, Maria                                 | Maria, Maria                                 | Maria, Maria                                 | Maria, Maria                                 | The Product G&B & Santana              | The Product G&B & Santana              | The Product G&B & Santana              | The Product G&B & Santana              | The Product G&B & Santana              | The Product G&B & Santana              | The Product G&B & Santana              | The Product G&B & Santana              | The Product G&B & Santana              | The Product G&B & Santana              | The Product G&B & Santana              | The Product G&B & Santana              | The Product G&B & Santana              | The Product G&B & Santana              | The Product G&B & Santana              | The Product G&B & Santana              | The Product G&B & Santana              | The Product G&B & Santana              | The Product G&B & Santana              | The Product G&B & Santana              | The Product G&B & Santana              | The Product G&B & Santana              | The Product G&B & Santana              | The Product G&B & Santana              | The Product G&B & Santana              | The Product G&B & Santana              | The Product G&B & Santana              | The Product G&B & Santana              | The Product G&B & Santana              | The Product G&B & Santana              | The Product G&B & Santana              | The Product G&B & Santana              | The Product G&B & Santana              | The Product G&B & Santana              | The Product G&B & Santana              | The Product G&B & Santana              | The Product G&B & Santana              | The Product G&B & Santana              | The Product G&B & Santana              | The Product G&B & Santana              | The Product G&B & Santana              | The Product G&B & Santana              | The Product G&B & Santana              | The Product G&B & Santana              | The Product G&B & Santana              | The Product G&B & Santana              | The Product G&B & Santana              | The Product G&B & Santana              | The Product G&B & Santana              | The Product G&B & Santana              | The Product G&B & Santana              | The Product G&B & Santana              | The Product G&B & Santana              | The Product G&B & Santana              | The Product G&B & Santana              | The Product G&B & Santana              | The Product G&B & Santana              | The Product G&B & Santana              | The Product G&B & Santana              | The Product G&B & Santana              | The Product G&B & Santana              | The Product G&B & Santana              | The Product G&B & Santana              | The Product G&B & Santana              | The Product G&B & Santana              | The Product G&B & Santana              | The Product G&B & Santana              | The Product G&B & Santana              | The Product G&B & Santana              | The Product G&B & Santana              | The Product G&B & Santana              | The Product G&B & Santana              | The Product G&B & Santana              | The Product G&B & Santana              | The Product G&B & Santana              | The Product G&B & Santana              | The Product G&B & Santana              | The Product G&B & Santana              | The Product G&B & Santana              | The Product G&B & Santana              | The Product G&B & Santana              | The Product G&B & Santana              | The Product G&B & Santana              | The Product G&B & Santana              | The Product G&B & Santana              | The Product G&B & Santana              | The Product G&B & Santana              | The Product G&B & Santana              | The Product G&B & Santana              | The Product G&B & Santana              | The Product G&B & Santana              | The Product G&B & Santana              | The Product G&B & Santana              | The Product G&B & Santana              | The Product G&B & Santana              | The Product G&B & Santana              | The Product G&B & Santana              | The Product G&B & Santana              | The Product G&B & Santana              | The Product G&B & Santana              | Safe                | Safe                | Safe                | Safe                | Safe                | Safe                | Safe                | Safe                | Safe                | Safe                | Safe                | Safe                | Safe                | Safe                | Safe                | Safe                | Safe                | Safe                | Safe                | Safe                | Safe                | Safe                | Safe                | Safe                | Safe                | Safe                | Safe                | Safe                | Safe                | Safe                | Safe                | Safe                | Safe                | Safe                | Safe                | Safe                | Safe                | Safe                | Safe                | Safe                | Safe                | Safe                | Safe                | Safe                | Safe                | Safe                | Safe                | Safe                | Safe                | Safe                | Safe                | Safe                | Safe                | Safe                | Safe                | Safe                | Safe                | Safe                | Safe                | Safe                | Safe                | Safe                | Safe                | Safe                | Safe                | Safe                | Safe                | Safe                | Safe                | Safe                | Safe                | Safe                | Safe                | Safe                | Safe                | Safe                | Safe                | Safe                | Safe                | Safe                | Safe                | Safe                | Safe                | Safe                | Safe                | Safe                | Safe                | Safe                | Safe                | Safe                | Safe                | Safe                | Safe                | Safe                | Safe                | Safe                | Safe                | Safe                | Safe                | Safe                |
| Top 10   | Top 10   | Top 10   | Top 10   | Top 10   | Top 10   | Top 10   | Top 10   | Top 10   | Top 10   | Top 10   | Top 10   | Top 10   | Top 10   | Top 10   | Top 10   | Top 10   | Top 10   | Top 10   | Top 10   | Top 10   | Top 10   | Top 10   | Top 10   | Top 10   | Top 10   | Top 10   | Top 10   | Top 10   | Top 10   | Top 10   | Top 10   | Top 10   | Top 10   | Top 10   | Top 10   | Top 10   | Top 10   | Top 10   | Top 10   | Top 10   | Top 10   | Top 10   | Top 10   | Top 10   | Top 10   | Top 10   | Top 10   | Top 10   | Top 10   | Top 10   | Top 10   | Top 10   | Top 10   | Top 10   | Top 10   | Top 10   | Top 10   | Top 10   | Top 10   | Top 10   | Top 10   | Top 10   | Top 10   | Top 10   | Top 10   | Top 10   | Top 10   | Top 10   | Top 10   | Top 10   | Top 10   | Top 10   | Top 10   | Top 10   | Top 10   | Top 10   | Top 10   | Top 10   | Top 10   | Top 10   | Top 10   | Top 10   | Top 10   | Top 10   | Top 10   | Top 10   | Top 10   | Top 10   | Top 10   | Top 10   | Top 10   | Top 10   | Top 10   | Top 10   | Top 10   | Top 10   | Top 10   | Top 10   | Top 10   | I've Got You Under My Skin                   | I've Got You Under My Skin                   | I've Got You Under My Skin                   | I've Got You Under My Skin                   | I've Got You Under My Skin                   | I've Got You Under My Skin                   | I've Got You Under My Skin                   | I've Got You Under My Skin                   | I've Got You Under My Skin                   | I've Got You Under My Skin                   | I've Got You Under My Skin                   | I've Got You Under My Skin                   | I've Got You Under My Skin                   | I've Got You Under My Skin                   | I've Got You Under My Skin                   | I've Got You Under My Skin                   | I've Got You Under My Skin                   | I've Got You Under My Skin                   | I've Got You Under My Skin                   | I've Got You Under My Skin                   | I've Got You Under My Skin                   | I've Got You Under My Skin                   | I've Got You Under My Skin                   | I've Got You Under My Skin                   | I've Got You Under My Skin                   | I've Got You Under My Skin                   | I've Got You Under My Skin                   | I've Got You Under My Skin                   | I've Got You Under My Skin                   | I've Got You Under My Skin                   | I've Got You Under My Skin                   | I've Got You Under My Skin                   | I've Got You Under My Skin                   | I've Got You Under My Skin                   | I've Got You Under My Skin                   | I've Got You Under My Skin                   | I've Got You Under My Skin                   | I've Got You Under My Skin                   | I've Got You Under My Skin                   | I've Got You Under My Skin                   | I've Got You Under My Skin                   | I've Got You Under My Skin                   | I've Got You Under My Skin                   | I've Got You Under My Skin                   | I've Got You Under My Skin                   | I've Got You Under My Skin                   | I've Got You Under My Skin                   | I've Got You Under My Skin                   | I've Got You Under My Skin                   | I've Got You Under My Skin                   | I've Got You Under My Skin                   | I've Got You Under My Skin                   | I've Got You Under My Skin                   | I've Got You Under My Skin                   | I've Got You Under My Skin                   | I've Got You Under My Skin                   | I've Got You Under My Skin                   | I've Got You Under My Skin                   | I've Got You Under My Skin                   | I've Got You Under My Skin                   | I've Got You Under My Skin                   | I've Got You Under My Skin                   | I've Got You Under My Skin                   | I've Got You Under My Skin                   | I've Got You Under My Skin                   | I've Got You Under My Skin                   | I've Got You Under My Skin                   | I've Got You Under My Skin                   | I've Got You Under My Skin                   | I've Got You Under My Skin                   | I've Got You Under My Skin                   | I've Got You Under My Skin                   | I've Got You Under My Skin                   | I've Got You Under My Skin                   | I've Got You Under My Skin                   | I've Got You Under My Skin                   | I've Got You Under My Skin                   | I've Got You Under My Skin                   | I've Got You Under My Skin                   | I've Got You Under My Skin                   | I've Got You Under My Skin                   | I've Got You Under My Skin                   | I've Got You Under My Skin                   | I've Got You Under My Skin                   | I've Got You Under My Skin                   | I've Got You Under My Skin                   | I've Got You Under My Skin                   | I've Got You Under My Skin                   | I've Got You Under My Skin                   | I've Got You Under My Skin                   | I've Got You Under My Skin                   | I've Got You Under My Skin                   | I've Got You Under My Skin                   | I've Got You Under My Skin                   | I've Got You Under My Skin                   | I've Got You Under My Skin                   | I've Got You Under My Skin                   | I've Got You Under My Skin                   | I've Got You Under My Skin                   | I've Got You Under My Skin                   | Frank Sinatra                          | Frank Sinatra                          | Frank Sinatra                          | Frank Sinatra                          | Frank Sinatra                          | Frank Sinatra                          | Frank Sinatra                          | Frank Sinatra                          | Frank Sinatra                          | Frank Sinatra                          | Frank Sinatra                          | Frank Sinatra                          | Frank Sinatra                          | Frank Sinatra                          | Frank Sinatra                          | Frank Sinatra                          | Frank Sinatra                          | Frank Sinatra                          | Frank Sinatra                          | Frank Sinatra                          | Frank Sinatra                          | Frank Sinatra                          | Frank Sinatra                          | Frank Sinatra                          | Frank Sinatra                          | Frank Sinatra                          | Frank Sinatra                          | Frank Sinatra                          | Frank Sinatra                          | Frank Sinatra                          | Frank Sinatra                          | Frank Sinatra                          | Frank Sinatra                          | Frank Sinatra                          | Frank Sinatra                          | Frank Sinatra                          | Frank Sinatra                          | Frank Sinatra                          | Frank Sinatra                          | Frank Sinatra                          | Frank Sinatra                          | Frank Sinatra                          | Frank Sinatra                          | Frank Sinatra                          | Frank Sinatra                          | Frank Sinatra                          | Frank Sinatra                          | Frank Sinatra                          | Frank Sinatra                          | Frank Sinatra                          | Frank Sinatra                          | Frank Sinatra                          | Frank Sinatra                          | Frank Sinatra                          | Frank Sinatra                          | Frank Sinatra                          | Frank Sinatra                          | Frank Sinatra                          | Frank Sinatra                          | Frank Sinatra                          | Frank Sinatra                          | Frank Sinatra                          | Frank Sinatra                          | Frank Sinatra                          | Frank Sinatra                          | Frank Sinatra                          | Frank Sinatra                          | Frank Sinatra                          | Frank Sinatra                          | Frank Sinatra                          | Frank Sinatra                          | Frank Sinatra                          | Frank Sinatra                          | Frank Sinatra                          | Frank Sinatra                          | Frank Sinatra                          | Frank Sinatra                          | Frank Sinatra                          | Frank Sinatra                          | Frank Sinatra                          | Frank Sinatra                          | Frank Sinatra                          | Frank Sinatra                          | Frank Sinatra                          | Frank Sinatra                          | Frank Sinatra                          | Frank Sinatra                          | Frank Sinatra                          | Frank Sinatra                          | Frank Sinatra                          | Frank Sinatra                          | Frank Sinatra                          | Frank Sinatra                          | Frank Sinatra                          | Frank Sinatra                          | Frank Sinatra                          | Frank Sinatra                          | Frank Sinatra                          | Frank Sinatra                          | Frank Sinatra                          | Safe                | Safe                | Safe                | Safe                | Safe                | Safe                | Safe                | Safe                | Safe                | Safe                | Safe                | Safe                | Safe                | Safe                | Safe                | Safe                | Safe                | Safe                | Safe                | Safe                | Safe                | Safe                | Safe                | Safe                | Safe                | Safe                | Safe                | Safe                | Safe                | Safe                | Safe                | Safe                | Safe                | Safe                | Safe                | Safe                | Safe                | Safe                | Safe                | Safe                | Safe                | Safe                | Safe                | Safe                | Safe                | Safe                | Safe                | Safe                | Safe                | Safe                | Safe                | Safe                | Safe                | Safe                | Safe                | Safe                | Safe                | Safe                | Safe                | Safe                | Safe                | Safe                | Safe                | Safe                | Safe                | Safe                | Safe                | Safe                | Safe                | Safe                | Safe                | Safe                | Safe                | Safe                | Safe                | Safe                | Safe                | Safe                | Safe                | Safe                | Safe                | Safe                | Safe                | Safe                | Safe                | Safe                | Safe                | Safe                | Safe                | Safe                | Safe                | Safe                | Safe                | Safe                | Safe                | Safe                | Safe                | Safe                | Safe                | Safe                |
| Top 9    | Top 9    | Top 9    | Top 9    | Top 9    | Top 9    | Top 9    | Top 9    | Top 9    | Top 9    | Top 9    | Top 9    | Top 9    | Top 9    | Top 9    | Top 9    | Top 9    | Top 9    | Top 9    | Top 9    | Top 9    | Top 9    | Top 9    | Top 9    | Top 9    | Top 9    | Top 9    | Top 9    | Top 9    | Top 9    | Top 9    | Top 9    | Top 9    | Top 9    | Top 9    | Top 9    | Top 9    | Top 9    | Top 9    | Top 9    | Top 9    | Top 9    | Top 9    | Top 9    | Top 9    | Top 9    | Top 9    | Top 9    | Top 9    | Top 9    | Top 9    | Top 9    | Top 9    | Top 9    | Top 9    | Top 9    | Top 9    | Top 9    | Top 9    | Top 9    | Top 9    | Top 9    | Top 9    | Top 9    | Top 9    | Top 9    | Top 9    | Top 9    | Top 9    | Top 9    | Top 9    | Top 9    | Top 9    | Top 9    | Top 9    | Top 9    | Top 9    | Top 9    | Top 9    | Top 9    | Top 9    | Top 9    | Top 9    | Top 9    | Top 9    | Top 9    | Top 9    | Top 9    | Top 9    | Top 9    | Top 9    | Top 9    | Top 9    | Top 9    | Top 9    | Top 9    | Top 9    | Top 9    | Top 9    | Top 9    | Freedom! '90                                 | Freedom! '90                                 | Freedom! '90                                 | Freedom! '90                                 | Freedom! '90                                 | Freedom! '90                                 | Freedom! '90                                 | Freedom! '90                                 | Freedom! '90                                 | Freedom! '90                                 | Freedom! '90                                 | Freedom! '90                                 | Freedom! '90                                 | Freedom! '90                                 | Freedom! '90                                 | Freedom! '90                                 | Freedom! '90                                 | Freedom! '90                                 | Freedom! '90                                 | Freedom! '90                                 | Freedom! '90                                 | Freedom! '90                                 | Freedom! '90                                 | Freedom! '90                                 | Freedom! '90                                 | Freedom! '90                                 | Freedom! '90                                 | Freedom! '90                                 | Freedom! '90                                 | Freedom! '90                                 | Freedom! '90                                 | Freedom! '90                                 | Freedom! '90                                 | Freedom! '90                                 | Freedom! '90                                 | Freedom! '90                                 | Freedom! '90                                 | Freedom! '90                                 | Freedom! '90                                 | Freedom! '90                                 | Freedom! '90                                 | Freedom! '90                                 | Freedom! '90                                 | Freedom! '90                                 | Freedom! '90                                 | Freedom! '90                                 | Freedom! '90                                 | Freedom! '90                                 | Freedom! '90                                 | Freedom! '90                                 | Freedom! '90                                 | Freedom! '90                                 | Freedom! '90                                 | Freedom! '90                                 | Freedom! '90                                 | Freedom! '90                                 | Freedom! '90                                 | Freedom! '90                                 | Freedom! '90                                 | Freedom! '90                                 | Freedom! '90                                 | Freedom! '90                                 | Freedom! '90                                 | Freedom! '90                                 | Freedom! '90                                 | Freedom! '90                                 | Freedom! '90                                 | Freedom! '90                                 | Freedom! '90                                 | Freedom! '90                                 | Freedom! '90                                 | Freedom! '90                                 | Freedom! '90                                 | Freedom! '90                                 | Freedom! '90                                 | Freedom! '90                                 | Freedom! '90                                 | Freedom! '90                                 | Freedom! '90                                 | Freedom! '90                                 | Freedom! '90                                 | Freedom! '90                                 | Freedom! '90                                 | Freedom! '90                                 | Freedom! '90                                 | Freedom! '90                                 | Freedom! '90                                 | Freedom! '90                                 | Freedom! '90                                 | Freedom! '90                                 | Freedom! '90                                 | Freedom! '90                                 | Freedom! '90                                 | Freedom! '90                                 | Freedom! '90                                 | Freedom! '90                                 | Freedom! '90                                 | Freedom! '90                                 | Freedom! '90                                 | Freedom! '90                                 | George Michael                         | George Michael                         | George Michael                         | George Michael                         | George Michael                         | George Michael                         | George Michael                         | George Michael                         | George Michael                         | George Michael                         | George Michael                         | George Michael                         | George Michael                         | George Michael                         | George Michael                         | George Michael                         | George Michael                         | George Michael                         | George Michael                         | George Michael                         | George Michael                         | George Michael                         | George Michael                         | George Michael                         | George Michael                         | George Michael                         | George Michael                         | George Michael                         | George Michael                         | George Michael                         | George Michael                         | George Michael                         | George Michael                         | George Michael                         | George Michael                         | George Michael                         | George Michael                         | George Michael                         | George Michael                         | George Michael                         | George Michael                         | George Michael                         | George Michael                         | George Michael                         | George Michael                         | George Michael                         | George Michael                         | George Michael                         | George Michael                         | George Michael                         | George Michael                         | George Michael                         | George Michael                         | George Michael                         | George Michael                         | George Michael                         | George Michael                         | George Michael                         | George Michael                         | George Michael                         | George Michael                         | George Michael                         | George Michael                         | George Michael                         | George Michael                         | George Michael                         | George Michael                         | George Michael                         | George Michael                         | George Michael                         | George Michael                         | George Michael                         | George Michael                         | George Michael                         | George Michael                         | George Michael                         | George Michael                         | George Michael                         | George Michael                         | George Michael                         | George Michael                         | George Michael                         | George Michael                         | George Michael                         | George Michael                         | George Michael                         | George Michael                         | George Michael                         | George Michael                         | George Michael                         | George Michael                         | George Michael                         | George Michael                         | George Michael                         | George Michael                         | George Michael                         | George Michael                         | George Michael                         | George Michael                         | George Michael                         | Safe                | Safe                | Safe                | Safe                | Safe                | Safe                | Safe                | Safe                | Safe                | Safe                | Safe                | Safe                | Safe                | Safe                | Safe                | Safe                | Safe                | Safe                | Safe                | Safe                | Safe                | Safe                | Safe                | Safe                | Safe                | Safe                | Safe                | Safe                | Safe                | Safe                | Safe                | Safe                | Safe                | Safe                | Safe                | Safe                | Safe                | Safe                | Safe                | Safe                | Safe                | Safe                | Safe                | Safe                | Safe                | Safe                | Safe                | Safe                | Safe                | Safe                | Safe                | Safe                | Safe                | Safe                | Safe                | Safe                | Safe                | Safe                | Safe                | Safe                | Safe                | Safe                | Safe                | Safe                | Safe                | Safe                | Safe                | Safe                | Safe                | Safe                | Safe                | Safe                | Safe                | Safe                | Safe                | Safe                | Safe                | Safe                | Safe                | Safe                | Safe                | Safe                | Safe                | Safe                | Safe                | Safe                | Safe                | Safe                | Safe                | Safe                | Safe                | Safe                | Safe                | Safe                | Safe                | Safe                | Safe                | Safe                | Safe                | Safe                |
| Top 8    | Top 8    | Top 8    | Top 8    | Top 8    | Top 8    | Top 8    | Top 8    | Top 8    | Top 8    | Top 8    | Top 8    | Top 8    | Top 8    | Top 8    | Top 8    | Top 8    | Top 8    | Top 8    | Top 8    | Top 8    | Top 8    | Top 8    | Top 8    | Top 8    | Top 8    | Top 8    | Top 8    | Top 8    | Top 8    | Top 8    | Top 8    | Top 8    | Top 8    | Top 8    | Top 8    | Top 8    | Top 8    | Top 8    | Top 8    | Top 8    | Top 8    | Top 8    | Top 8    | Top 8    | Top 8    | Top 8    | Top 8    | Top 8    | Top 8    | Top 8    | Top 8    | Top 8    | Top 8    | Top 8    | Top 8    | Top 8    | Top 8    | Top 8    | Top 8    | Top 8    | Top 8    | Top 8    | Top 8    | Top 8    | Top 8    | Top 8    | Top 8    | Top 8    | Top 8    | Top 8    | Top 8    | Top 8    | Top 8    | Top 8    | Top 8    | Top 8    | Top 8    | Top 8    | Top 8    | Top 8    | Top 8    | Top 8    | Top 8    | Top 8    | Top 8    | Top 8    | Top 8    | Top 8    | Top 8    | Top 8    | Top 8    | Top 8    | Top 8    | Top 8    | Top 8    | Top 8    | Top 8    | Top 8    | Top 8    | You've Got A Friend                          | You've Got A Friend                          | You've Got A Friend                          | You've Got A Friend                          | You've Got A Friend                          | You've Got A Friend                          | You've Got A Friend                          | You've Got A Friend                          | You've Got A Friend                          | You've Got A Friend                          | You've Got A Friend                          | You've Got A Friend                          | You've Got A Friend                          | You've Got A Friend                          | You've Got A Friend                          | You've Got A Friend                          | You've Got A Friend                          | You've Got A Friend                          | You've Got A Friend                          | You've Got A Friend                          | You've Got A Friend                          | You've Got A Friend                          | You've Got A Friend                          | You've Got A Friend                          | You've Got A Friend                          | You've Got A Friend                          | You've Got A Friend                          | You've Got A Friend                          | You've Got A Friend                          | You've Got A Friend                          | You've Got A Friend                          | You've Got A Friend                          | You've Got A Friend                          | You've Got A Friend                          | You've Got A Friend                          | You've Got A Friend                          | You've Got A Friend                          | You've Got A Friend                          | You've Got A Friend                          | You've Got A Friend                          | You've Got A Friend                          | You've Got A Friend                          | You've Got A Friend                          | You've Got A Friend                          | You've Got A Friend                          | You've Got A Friend                          | You've Got A Friend                          | You've Got A Friend                          | You've Got A Friend                          | You've Got A Friend                          | You've Got A Friend                          | You've Got A Friend                          | You've Got A Friend                          | You've Got A Friend                          | You've Got A Friend                          | You've Got A Friend                          | You've Got A Friend                          | You've Got A Friend                          | You've Got A Friend                          | You've Got A Friend                          | You've Got A Friend                          | You've Got A Friend                          | You've Got A Friend                          | You've Got A Friend                          | You've Got A Friend                          | You've Got A Friend                          | You've Got A Friend                          | You've Got A Friend                          | You've Got A Friend                          | You've Got A Friend                          | You've Got A Friend                          | You've Got A Friend                          | You've Got A Friend                          | You've Got A Friend                          | You've Got A Friend                          | You've Got A Friend                          | You've Got A Friend                          | You've Got A Friend                          | You've Got A Friend                          | You've Got A Friend                          | You've Got A Friend                          | You've Got A Friend                          | You've Got A Friend                          | You've Got A Friend                          | You've Got A Friend                          | You've Got A Friend                          | You've Got A Friend                          | You've Got A Friend                          | You've Got A Friend                          | You've Got A Friend                          | You've Got A Friend                          | You've Got A Friend                          | You've Got A Friend                          | You've Got A Friend                          | You've Got A Friend                          | You've Got A Friend                          | You've Got A Friend                          | You've Got A Friend                          | You've Got A Friend                          | You've Got A Friend                          | Carole King                            | Carole King                            | Carole King                            | Carole King                            | Carole King                            | Carole King                            | Carole King                            | Carole King                            | Carole King                            | Carole King                            | Carole King                            | Carole King                            | Carole King                            | Carole King                            | Carole King                            | Carole King                            | Carole King                            | Carole King                            | Carole King                            | Carole King                            | Carole King                            | Carole King                            | Carole King                            | Carole King                            | Carole King                            | Carole King                            | Carole King                            | Carole King                            | Carole King                            | Carole King                            | Carole King                            | Carole King                            | Carole King                            | Carole King                            | Carole King                            | Carole King                            | Carole King                            | Carole King                            | Carole King                            | Carole King                            | Carole King                            | Carole King                            | Carole King                            | Carole King                            | Carole King                            | Carole King                            | Carole King                            | Carole King                            | Carole King                            | Carole King                            | Carole King                            | Carole King                            | Carole King                            | Carole King                            | Carole King                            | Carole King                            | Carole King                            | Carole King                            | Carole King                            | Carole King                            | Carole King                            | Carole King                            | Carole King                            | Carole King                            | Carole King                            | Carole King                            | Carole King                            | Carole King                            | Carole King                            | Carole King                            | Carole King                            | Carole King                            | Carole King                            | Carole King                            | Carole King                            | Carole King                            | Carole King                            | Carole King                            | Carole King                            | Carole King                            | Carole King                            | Carole King                            | Carole King                            | Carole King                            | Carole King                            | Carole King                            | Carole King                            | Carole King                            | Carole King                            | Carole King                            | Carole King                            | Carole King                            | Carole King                            | Carole King                            | Carole King                            | Carole King                            | Carole King                            | Carole King                            | Carole King                            | Carole King                            | Last to be safe     | Last to be safe     | Last to be safe     | Last to be safe     | Last to be safe     | Last to be safe     | Last to be safe     | Last to be safe     | Last to be safe     | Last to be safe     | Last to be safe     | Last to be safe     | Last to be safe     | Last to be safe     | Last to be safe     | Last to be safe     | Last to be safe     | Last to be safe     | Last to be safe     | Last to be safe     | Last to be safe     | Last to be safe     | Last to be safe     | Last to be safe     | Last to be safe     | Last to be safe     | Last to be safe     | Last to be safe     | Last to be safe     | Last to be safe     | Last to be safe     | Last to be safe     | Last to be safe     | Last to be safe     | Last to be safe     | Last to be safe     | Last to be safe     | Last to be safe     | Last to be safe     | Last to be safe     | Last to be safe     | Last to be safe     | Last to be safe     | Last to be safe     | Last to be safe     | Last to be safe     | Last to be safe     | Last to be safe     | Last to be safe     | Last to be safe     | Last to be safe     | Last to be safe     | Last to be safe     | Last to be safe     | Last to be safe     | Last to be safe     | Last to be safe     | Last to be safe     | Last to be safe     | Last to be safe     | Last to be safe     | Last to be safe     | Last to be safe     | Last to be safe     | Last to be safe     | Last to be safe     | Last to be safe     | Last to be safe     | Last to be safe     | Last to be safe     | Last to be safe     | Last to be safe     | Last to be safe     | Last to be safe     | Last to be safe     | Last to be safe     | Last to be safe     | Last to be safe     | Last to be safe     | Last to be safe     | Last to be safe     | Last to be safe     | Last to be safe     | Last to be safe     | Last to be safe     | Last to be safe     | Last to be safe     | Last to be safe     | Last to be safe     | Last to be safe     | Last to be safe     | Last to be safe     | Last to be safe     | Last to be safe     | Last to be safe     | Last to be safe     | Last to be safe     | Last to be safe     | Last to be safe     | Last to be safe     |
| Top 7    | Top 7    | Top 7    | Top 7    | Top 7    | Top 7    | Top 7    | Top 7    | Top 7    | Top 7    | Top 7    | Top 7    | Top 7    | Top 7    | Top 7    | Top 7    | Top 7    | Top 7    | Top 7    | Top 7    | Top 7    | Top 7    | Top 7    | Top 7    | Top 7    | Top 7    | Top 7    | Top 7    | Top 7    | Top 7    | Top 7    | Top 7    | Top 7    | Top 7    | Top 7    | Top 7    | Top 7    | Top 7    | Top 7    | Top 7    | Top 7    | Top 7    | Top 7    | Top 7    | Top 7    | Top 7    | Top 7    | Top 7    | Top 7    | Top 7    | Top 7    | Top 7    | Top 7    | Top 7    | Top 7    | Top 7    | Top 7    | Top 7    | Top 7    | Top 7    | Top 7    | Top 7    | Top 7    | Top 7    | Top 7    | Top 7    | Top 7    | Top 7    | Top 7    | Top 7    | Top 7    | Top 7    | Top 7    | Top 7    | Top 7    | Top 7    | Top 7    | Top 7    | Top 7    | Top 7    | Top 7    | Top 7    | Top 7    | Top 7    | Top 7    | Top 7    | Top 7    | Top 7    | Top 7    | Top 7    | Top 7    | Top 7    | Top 7    | Top 7    | Top 7    | Top 7    | Top 7    | Top 7    | Top 7    | Top 7    | You Give Love a Bad Name                     | You Give Love a Bad Name                     | You Give Love a Bad Name                     | You Give Love a Bad Name                     | You Give Love a Bad Name                     | You Give Love a Bad Name                     | You Give Love a Bad Name                     | You Give Love a Bad Name                     | You Give Love a Bad Name                     | You Give Love a Bad Name                     | You Give Love a Bad Name                     | You Give Love a Bad Name                     | You Give Love a Bad Name                     | You Give Love a Bad Name                     | You Give Love a Bad Name                     | You Give Love a Bad Name                     | You Give Love a Bad Name                     | You Give Love a Bad Name                     | You Give Love a Bad Name                     | You Give Love a Bad Name                     | You Give Love a Bad Name                     | You Give Love a Bad Name                     | You Give Love a Bad Name                     | You Give Love a Bad Name                     | You Give Love a Bad Name                     | You Give Love a Bad Name                     | You Give Love a Bad Name                     | You Give Love a Bad Name                     | You Give Love a Bad Name                     | You Give Love a Bad Name                     | You Give Love a Bad Name                     | You Give Love a Bad Name                     | You Give Love a Bad Name                     | You Give Love a Bad Name                     | You Give Love a Bad Name                     | You Give Love a Bad Name                     | You Give Love a Bad Name                     | You Give Love a Bad Name                     | You Give Love a Bad Name                     | You Give Love a Bad Name                     | You Give Love a Bad Name                     | You Give Love a Bad Name                     | You Give Love a Bad Name                     | You Give Love a Bad Name                     | You Give Love a Bad Name                     | You Give Love a Bad Name                     | You Give Love a Bad Name                     | You Give Love a Bad Name                     | You Give Love a Bad Name                     | You Give Love a Bad Name                     | You Give Love a Bad Name                     | You Give Love a Bad Name                     | You Give Love a Bad Name                     | You Give Love a Bad Name                     | You Give Love a Bad Name                     | You Give Love a Bad Name                     | You Give Love a Bad Name                     | You Give Love a Bad Name                     | You Give Love a Bad Name                     | You Give Love a Bad Name                     | You Give Love a Bad Name                     | You Give Love a Bad Name                     | You Give Love a Bad Name                     | You Give Love a Bad Name                     | You Give Love a Bad Name                     | You Give Love a Bad Name                     | You Give Love a Bad Name                     | You Give Love a Bad Name                     | You Give Love a Bad Name                     | You Give Love a Bad Name                     | You Give Love a Bad Name                     | You Give Love a Bad Name                     | You Give Love a Bad Name                     | You Give Love a Bad Name                     | You Give Love a Bad Name                     | You Give Love a Bad Name                     | You Give Love a Bad Name                     | You Give Love a Bad Name                     | You Give Love a Bad Name                     | You Give Love a Bad Name                     | You Give Love a Bad Name                     | You Give Love a Bad Name                     | You Give Love a Bad Name                     | You Give Love a Bad Name                     | You Give Love a Bad Name                     | You Give Love a Bad Name                     | You Give Love a Bad Name                     | You Give Love a Bad Name                     | You Give Love a Bad Name                     | You Give Love a Bad Name                     | You Give Love a Bad Name                     | You Give Love a Bad Name                     | You Give Love a Bad Name                     | You Give Love a Bad Name                     | You Give Love a Bad Name                     | You Give Love a Bad Name                     | You Give Love a Bad Name                     | You Give Love a Bad Name                     | You Give Love a Bad Name                     | You Give Love a Bad Name                     | Bon Jovi                               | Bon Jovi                               | Bon Jovi                               | Bon Jovi                               | Bon Jovi                               | Bon Jovi                               | Bon Jovi                               | Bon Jovi                               | Bon Jovi                               | Bon Jovi                               | Bon Jovi                               | Bon Jovi                               | Bon Jovi                               | Bon Jovi                               | Bon Jovi                               | Bon Jovi                               | Bon Jovi                               | Bon Jovi                               | Bon Jovi                               | Bon Jovi                               | Bon Jovi                               | Bon Jovi                               | Bon Jovi                               | Bon Jovi                               | Bon Jovi                               | Bon Jovi                               | Bon Jovi                               | Bon Jovi                               | Bon Jovi                               | Bon Jovi                               | Bon Jovi                               | Bon Jovi                               | Bon Jovi                               | Bon Jovi                               | Bon Jovi                               | Bon Jovi                               | Bon Jovi                               | Bon Jovi                               | Bon Jovi                               | Bon Jovi                               | Bon Jovi                               | Bon Jovi                               | Bon Jovi                               | Bon Jovi                               | Bon Jovi                               | Bon Jovi                               | Bon Jovi                               | Bon Jovi                               | Bon Jovi                               | Bon Jovi                               | Bon Jovi                               | Bon Jovi                               | Bon Jovi                               | Bon Jovi                               | Bon Jovi                               | Bon Jovi                               | Bon Jovi                               | Bon Jovi                               | Bon Jovi                               | Bon Jovi                               | Bon Jovi                               | Bon Jovi                               | Bon Jovi                               | Bon Jovi                               | Bon Jovi                               | Bon Jovi                               | Bon Jovi                               | Bon Jovi                               | Bon Jovi                               | Bon Jovi                               | Bon Jovi                               | Bon Jovi                               | Bon Jovi                               | Bon Jovi                               | Bon Jovi                               | Bon Jovi                               | Bon Jovi                               | Bon Jovi                               | Bon Jovi                               | Bon Jovi                               | Bon Jovi                               | Bon Jovi                               | Bon Jovi                               | Bon Jovi                               | Bon Jovi                               | Bon Jovi                               | Bon Jovi                               | Bon Jovi                               | Bon Jovi                               | Bon Jovi                               | Bon Jovi                               | Bon Jovi                               | Bon Jovi                               | Bon Jovi                               | Bon Jovi                               | Bon Jovi                               | Bon Jovi                               | Bon Jovi                               | Bon Jovi                               | Bon Jovi                               | Safe                | Safe                | Safe                | Safe                | Safe                | Safe                | Safe                | Safe                | Safe                | Safe                | Safe                | Safe                | Safe                | Safe                | Safe                | Safe                | Safe                | Safe                | Safe                | Safe                | Safe                | Safe                | Safe                | Safe                | Safe                | Safe                | Safe                | Safe                | Safe                | Safe                | Safe                | Safe                | Safe                | Safe                | Safe                | Safe                | Safe                | Safe                | Safe                | Safe                | Safe                | Safe                | Safe                | Safe                | Safe                | Safe                | Safe                | Safe                | Safe                | Safe                | Safe                | Safe                | Safe                | Safe                | Safe                | Safe                | Safe                | Safe                | Safe                | Safe                | Safe                | Safe                | Safe                | Safe                | Safe                | Safe                | Safe                | Safe                | Safe                | Safe                | Safe                | Safe                | Safe                | Safe                | Safe                | Safe                | Safe                | Safe                | Safe                | Safe                | Safe                | Safe                | Safe                | Safe                | Safe                | Safe                | Safe                | Safe                | Safe                | Safe                | Safe                | Safe                | Safe                | Safe                | Safe                | Safe                | Safe                | Safe                | Safe                | Safe                |
| Top 6    | Top 6    | Top 6    | Top 6    | Top 6    | Top 6    | Top 6    | Top 6    | Top 6    | Top 6    | Top 6    | Top 6    | Top 6    | Top 6    | Top 6    | Top 6    | Top 6    | Top 6    | Top 6    | Top 6    | Top 6    | Top 6    | Top 6    | Top 6    | Top 6    | Top 6    | Top 6    | Top 6    | Top 6    | Top 6    | Top 6    | Top 6    | Top 6    | Top 6    | Top 6    | Top 6    | Top 6    | Top 6    | Top 6    | Top 6    | Top 6    | Top 6    | Top 6    | Top 6    | Top 6    | Top 6    | Top 6    | Top 6    | Top 6    | Top 6    | Top 6    | Top 6    | Top 6    | Top 6    | Top 6    | Top 6    | Top 6    | Top 6    | Top 6    | Top 6    | Top 6    | Top 6    | Top 6    | Top 6    | Top 6    | Top 6    | Top 6    | Top 6    | Top 6    | Top 6    | Top 6    | Top 6    | Top 6    | Top 6    | Top 6    | Top 6    | Top 6    | Top 6    | Top 6    | Top 6    | Top 6    | Top 6    | Top 6    | Top 6    | Top 6    | Top 6    | Top 6    | Top 6    | Top 6    | Top 6    | Top 6    | Top 6    | Top 6    | Top 6    | Top 6    | Top 6    | Top 6    | Top 6    | Top 6    | Top 6    | Lagenda Party Like This                      | Lagenda Party Like This                      | Lagenda Party Like This                      | Lagenda Party Like This                      | Lagenda Party Like This                      | Lagenda Party Like This                      | Lagenda Party Like This                      | Lagenda Party Like This                      | Lagenda Party Like This                      | Lagenda Party Like This                      | Lagenda Party Like This                      | Lagenda Party Like This                      | Lagenda Party Like This                      | Lagenda Party Like This                      | Lagenda Party Like This                      | Lagenda Party Like This                      | Lagenda Party Like This                      | Lagenda Party Like This                      | Lagenda Party Like This                      | Lagenda Party Like This                      | Lagenda Party Like This                      | Lagenda Party Like This                      | Lagenda Party Like This                      | Lagenda Party Like This                      | Lagenda Party Like This                      | Lagenda Party Like This                      | Lagenda Party Like This                      | Lagenda Party Like This                      | Lagenda Party Like This                      | Lagenda Party Like This                      | Lagenda Party Like This                      | Lagenda Party Like This                      | Lagenda Party Like This                      | Lagenda Party Like This                      | Lagenda Party Like This                      | Lagenda Party Like This                      | Lagenda Party Like This                      | Lagenda Party Like This                      | Lagenda Party Like This                      | Lagenda Party Like This                      | Lagenda Party Like This                      | Lagenda Party Like This                      | Lagenda Party Like This                      | Lagenda Party Like This                      | Lagenda Party Like This                      | Lagenda Party Like This                      | Lagenda Party Like This                      | Lagenda Party Like This                      | Lagenda Party Like This                      | Lagenda Party Like This                      | Lagenda Party Like This                      | Lagenda Party Like This                      | Lagenda Party Like This                      | Lagenda Party Like This                      | Lagenda Party Like This                      | Lagenda Party Like This                      | Lagenda Party Like This                      | Lagenda Party Like This                      | Lagenda Party Like This                      | Lagenda Party Like This                      | Lagenda Party Like This                      | Lagenda Party Like This                      | Lagenda Party Like This                      | Lagenda Party Like This                      | Lagenda Party Like This                      | Lagenda Party Like This                      | Lagenda Party Like This                      | Lagenda Party Like This                      | Lagenda Party Like This                      | Lagenda Party Like This                      | Lagenda Party Like This                      | Lagenda Party Like This                      | Lagenda Party Like This                      | Lagenda Party Like This                      | Lagenda Party Like This                      | Lagenda Party Like This                      | Lagenda Party Like This                      | Lagenda Party Like This                      | Lagenda Party Like This                      | Lagenda Party Like This                      | Lagenda Party Like This                      | Lagenda Party Like This                      | Lagenda Party Like This                      | Lagenda Party Like This                      | Lagenda Party Like This                      | Lagenda Party Like This                      | Lagenda Party Like This                      | Lagenda Party Like This                      | Lagenda Party Like This                      | Lagenda Party Like This                      | Lagenda Party Like This                      | Lagenda Party Like This                      | Lagenda Party Like This                      | Lagenda Party Like This                      | Lagenda Party Like This                      | Lagenda Party Like This                      | Lagenda Party Like This                      | Lagenda Party Like This                      | Lagenda Party Like This                      | Lagenda Party Like This                      | Sheila Majid V.E.& Ruffedge            | Sheila Majid V.E.& Ruffedge            | Sheila Majid V.E.& Ruffedge            | Sheila Majid V.E.& Ruffedge            | Sheila Majid V.E.& Ruffedge            | Sheila Majid V.E.& Ruffedge            | Sheila Majid V.E.& Ruffedge            | Sheila Majid V.E.& Ruffedge            | Sheila Majid V.E.& Ruffedge            | Sheila Majid V.E.& Ruffedge            | Sheila Majid V.E.& Ruffedge            | Sheila Majid V.E.& Ruffedge            | Sheila Majid V.E.& Ruffedge            | Sheila Majid V.E.& Ruffedge            | Sheila Majid V.E.& Ruffedge            | Sheila Majid V.E.& Ruffedge            | Sheila Majid V.E.& Ruffedge            | Sheila Majid V.E.& Ruffedge            | Sheila Majid V.E.& Ruffedge            | Sheila Majid V.E.& Ruffedge            | Sheila Majid V.E.& Ruffedge            | Sheila Majid V.E.& Ruffedge            | Sheila Majid V.E.& Ruffedge            | Sheila Majid V.E.& Ruffedge            | Sheila Majid V.E.& Ruffedge            | Sheila Majid V.E.& Ruffedge            | Sheila Majid V.E.& Ruffedge            | Sheila Majid V.E.& Ruffedge            | Sheila Majid V.E.& Ruffedge            | Sheila Majid V.E.& Ruffedge            | Sheila Majid V.E.& Ruffedge            | Sheila Majid V.E.& Ruffedge            | Sheila Majid V.E.& Ruffedge            | Sheila Majid V.E.& Ruffedge            | Sheila Majid V.E.& Ruffedge            | Sheila Majid V.E.& Ruffedge            | Sheila Majid V.E.& Ruffedge            | Sheila Majid V.E.& Ruffedge            | Sheila Majid V.E.& Ruffedge            | Sheila Majid V.E.& Ruffedge            | Sheila Majid V.E.& Ruffedge            | Sheila Majid V.E.& Ruffedge            | Sheila Majid V.E.& Ruffedge            | Sheila Majid V.E.& Ruffedge            | Sheila Majid V.E.& Ruffedge            | Sheila Majid V.E.& Ruffedge            | Sheila Majid V.E.& Ruffedge            | Sheila Majid V.E.& Ruffedge            | Sheila Majid V.E.& Ruffedge            | Sheila Majid V.E.& Ruffedge            | Sheila Majid V.E.& Ruffedge            | Sheila Majid V.E.& Ruffedge            | Sheila Majid V.E.& Ruffedge            | Sheila Majid V.E.& Ruffedge            | Sheila Majid V.E.& Ruffedge            | Sheila Majid V.E.& Ruffedge            | Sheila Majid V.E.& Ruffedge            | Sheila Majid V.E.& Ruffedge            | Sheila Majid V.E.& Ruffedge            | Sheila Majid V.E.& Ruffedge            | Sheila Majid V.E.& Ruffedge            | Sheila Majid V.E.& Ruffedge            | Sheila Majid V.E.& Ruffedge            | Sheila Majid V.E.& Ruffedge            | Sheila Majid V.E.& Ruffedge            | Sheila Majid V.E.& Ruffedge            | Sheila Majid V.E.& Ruffedge            | Sheila Majid V.E.& Ruffedge            | Sheila Majid V.E.& Ruffedge            | Sheila Majid V.E.& Ruffedge            | Sheila Majid V.E.& Ruffedge            | Sheila Majid V.E.& Ruffedge            | Sheila Majid V.E.& Ruffedge            | Sheila Majid V.E.& Ruffedge            | Sheila Majid V.E.& Ruffedge            | Sheila Majid V.E.& Ruffedge            | Sheila Majid V.E.& Ruffedge            | Sheila Majid V.E.& Ruffedge            | Sheila Majid V.E.& Ruffedge            | Sheila Majid V.E.& Ruffedge            | Sheila Majid V.E.& Ruffedge            | Sheila Majid V.E.& Ruffedge            | Sheila Majid V.E.& Ruffedge            | Sheila Majid V.E.& Ruffedge            | Sheila Majid V.E.& Ruffedge            | Sheila Majid V.E.& Ruffedge            | Sheila Majid V.E.& Ruffedge            | Sheila Majid V.E.& Ruffedge            | Sheila Majid V.E.& Ruffedge            | Sheila Majid V.E.& Ruffedge            | Sheila Majid V.E.& Ruffedge            | Sheila Majid V.E.& Ruffedge            | Sheila Majid V.E.& Ruffedge            | Sheila Majid V.E.& Ruffedge            | Sheila Majid V.E.& Ruffedge            | Sheila Majid V.E.& Ruffedge            | Sheila Majid V.E.& Ruffedge            | Sheila Majid V.E.& Ruffedge            | Sheila Majid V.E.& Ruffedge            | Sheila Majid V.E.& Ruffedge            | First to be safe    | First to be safe    | First to be safe    | First to be safe    | First to be safe    | First to be safe    | First to be safe    | First to be safe    | First to be safe    | First to be safe    | First to be safe    | First to be safe    | First to be safe    | First to be safe    | First to be safe    | First to be safe    | First to be safe    | First to be safe    | First to be safe    | First to be safe    | First to be safe    | First to be safe    | First to be safe    | First to be safe    | First to be safe    | First to be safe    | First to be safe    | First to be safe    | First to be safe    | First to be safe    | First to be safe    | First to be safe    | First to be safe    | First to be safe    | First to be safe    | First to be safe    | First to be safe    | First to be safe    | First to be safe    | First to be safe    | First to be safe    | First to be safe    | First to be safe    | First to be safe    | First to be safe    | First to be safe    | First to be safe    | First to be safe    | First to be safe    | First to be safe    | First to be safe    | First to be safe    | First to be safe    | First to be safe    | First to be safe    | First to be safe    | First to be safe    | First to be safe    | First to be safe    | First to be safe    | First to be safe    | First to be safe    | First to be safe    | First to be safe    | First to be safe    | First to be safe    | First to be safe    | First to be safe    | First to be safe    | First to be safe    | First to be safe    | First to be safe    | First to be safe    | First to be safe    | First to be safe    | First to be safe    | First to be safe    | First to be safe    | First to be safe    | First to be safe    | First to be safe    | First to be safe    | First to be safe    | First to be safe    | First to be safe    | First to be safe    | First to be safe    | First to be safe    | First to be safe    | First to be safe    | First to be safe    | First to be safe    | First to be safe    | First to be safe    | First to be safe    | First to be safe    | First to be safe    | First to be safe    | First to be safe    | First to be safe    |
| Top 5    | Top 5    | Top 5    | Top 5    | Top 5    | Top 5    | Top 5    | Top 5    | Top 5    | Top 5    | Top 5    | Top 5    | Top 5    | Top 5    | Top 5    | Top 5    | Top 5    | Top 5    | Top 5    | Top 5    | Top 5    | Top 5    | Top 5    | Top 5    | Top 5    | Top 5    | Top 5    | Top 5    | Top 5    | Top 5    | Top 5    | Top 5    | Top 5    | Top 5    | Top 5    | Top 5    | Top 5    | Top 5    | Top 5    | Top 5    | Top 5    | Top 5    | Top 5    | Top 5    | Top 5    | Top 5    | Top 5    | Top 5    | Top 5    | Top 5    | Top 5    | Top 5    | Top 5    | Top 5    | Top 5    | Top 5    | Top 5    | Top 5    | Top 5    | Top 5    | Top 5    | Top 5    | Top 5    | Top 5    | Top 5    | Top 5    | Top 5    | Top 5    | Top 5    | Top 5    | Top 5    | Top 5    | Top 5    | Top 5    | Top 5    | Top 5    | Top 5    | Top 5    | Top 5    | Top 5    | Top 5    | Top 5    | Top 5    | Top 5    | Top 5    | Top 5    | Top 5    | Top 5    | Top 5    | Top 5    | Top 5    | Top 5    | Top 5    | Top 5    | Top 5    | Top 5    | Top 5    | Top 5    | Top 5    | Top 5    | I'll Make Love to You Senorita               | I'll Make Love to You Senorita               | I'll Make Love to You Senorita               | I'll Make Love to You Senorita               | I'll Make Love to You Senorita               | I'll Make Love to You Senorita               | I'll Make Love to You Senorita               | I'll Make Love to You Senorita               | I'll Make Love to You Senorita               | I'll Make Love to You Senorita               | I'll Make Love to You Senorita               | I'll Make Love to You Senorita               | I'll Make Love to You Senorita               | I'll Make Love to You Senorita               | I'll Make Love to You Senorita               | I'll Make Love to You Senorita               | I'll Make Love to You Senorita               | I'll Make Love to You Senorita               | I'll Make Love to You Senorita               | I'll Make Love to You Senorita               | I'll Make Love to You Senorita               | I'll Make Love to You Senorita               | I'll Make Love to You Senorita               | I'll Make Love to You Senorita               | I'll Make Love to You Senorita               | I'll Make Love to You Senorita               | I'll Make Love to You Senorita               | I'll Make Love to You Senorita               | I'll Make Love to You Senorita               | I'll Make Love to You Senorita               | I'll Make Love to You Senorita               | I'll Make Love to You Senorita               | I'll Make Love to You Senorita               | I'll Make Love to You Senorita               | I'll Make Love to You Senorita               | I'll Make Love to You Senorita               | I'll Make Love to You Senorita               | I'll Make Love to You Senorita               | I'll Make Love to You Senorita               | I'll Make Love to You Senorita               | I'll Make Love to You Senorita               | I'll Make Love to You Senorita               | I'll Make Love to You Senorita               | I'll Make Love to You Senorita               | I'll Make Love to You Senorita               | I'll Make Love to You Senorita               | I'll Make Love to You Senorita               | I'll Make Love to You Senorita               | I'll Make Love to You Senorita               | I'll Make Love to You Senorita               | I'll Make Love to You Senorita               | I'll Make Love to You Senorita               | I'll Make Love to You Senorita               | I'll Make Love to You Senorita               | I'll Make Love to You Senorita               | I'll Make Love to You Senorita               | I'll Make Love to You Senorita               | I'll Make Love to You Senorita               | I'll Make Love to You Senorita               | I'll Make Love to You Senorita               | I'll Make Love to You Senorita               | I'll Make Love to You Senorita               | I'll Make Love to You Senorita               | I'll Make Love to You Senorita               | I'll Make Love to You Senorita               | I'll Make Love to You Senorita               | I'll Make Love to You Senorita               | I'll Make Love to You Senorita               | I'll Make Love to You Senorita               | I'll Make Love to You Senorita               | I'll Make Love to You Senorita               | I'll Make Love to You Senorita               | I'll Make Love to You Senorita               | I'll Make Love to You Senorita               | I'll Make Love to You Senorita               | I'll Make Love to You Senorita               | I'll Make Love to You Senorita               | I'll Make Love to You Senorita               | I'll Make Love to You Senorita               | I'll Make Love to You Senorita               | I'll Make Love to You Senorita               | I'll Make Love to You Senorita               | I'll Make Love to You Senorita               | I'll Make Love to You Senorita               | I'll Make Love to You Senorita               | I'll Make Love to You Senorita               | I'll Make Love to You Senorita               | I'll Make Love to You Senorita               | I'll Make Love to You Senorita               | I'll Make Love to You Senorita               | I'll Make Love to You Senorita               | I'll Make Love to You Senorita               | I'll Make Love to You Senorita               | I'll Make Love to You Senorita               | I'll Make Love to You Senorita               | I'll Make Love to You Senorita               | I'll Make Love to You Senorita               | I'll Make Love to You Senorita               | I'll Make Love to You Senorita               | I'll Make Love to You Senorita               | Boyz II Men Justin Timberlake          | Boyz II Men Justin Timberlake          | Boyz II Men Justin Timberlake          | Boyz II Men Justin Timberlake          | Boyz II Men Justin Timberlake          | Boyz II Men Justin Timberlake          | Boyz II Men Justin Timberlake          | Boyz II Men Justin Timberlake          | Boyz II Men Justin Timberlake          | Boyz II Men Justin Timberlake          | Boyz II Men Justin Timberlake          | Boyz II Men Justin Timberlake          | Boyz II Men Justin Timberlake          | Boyz II Men Justin Timberlake          | Boyz II Men Justin Timberlake          | Boyz II Men Justin Timberlake          | Boyz II Men Justin Timberlake          | Boyz II Men Justin Timberlake          | Boyz II Men Justin Timberlake          | Boyz II Men Justin Timberlake          | Boyz II Men Justin Timberlake          | Boyz II Men Justin Timberlake          | Boyz II Men Justin Timberlake          | Boyz II Men Justin Timberlake          | Boyz II Men Justin Timberlake          | Boyz II Men Justin Timberlake          | Boyz II Men Justin Timberlake          | Boyz II Men Justin Timberlake          | Boyz II Men Justin Timberlake          | Boyz II Men Justin Timberlake          | Boyz II Men Justin Timberlake          | Boyz II Men Justin Timberlake          | Boyz II Men Justin Timberlake          | Boyz II Men Justin Timberlake          | Boyz II Men Justin Timberlake          | Boyz II Men Justin Timberlake          | Boyz II Men Justin Timberlake          | Boyz II Men Justin Timberlake          | Boyz II Men Justin Timberlake          | Boyz II Men Justin Timberlake          | Boyz II Men Justin Timberlake          | Boyz II Men Justin Timberlake          | Boyz II Men Justin Timberlake          | Boyz II Men Justin Timberlake          | Boyz II Men Justin Timberlake          | Boyz II Men Justin Timberlake          | Boyz II Men Justin Timberlake          | Boyz II Men Justin Timberlake          | Boyz II Men Justin Timberlake          | Boyz II Men Justin Timberlake          | Boyz II Men Justin Timberlake          | Boyz II Men Justin Timberlake          | Boyz II Men Justin Timberlake          | Boyz II Men Justin Timberlake          | Boyz II Men Justin Timberlake          | Boyz II Men Justin Timberlake          | Boyz II Men Justin Timberlake          | Boyz II Men Justin Timberlake          | Boyz II Men Justin Timberlake          | Boyz II Men Justin Timberlake          | Boyz II Men Justin Timberlake          | Boyz II Men Justin Timberlake          | Boyz II Men Justin Timberlake          | Boyz II Men Justin Timberlake          | Boyz II Men Justin Timberlake          | Boyz II Men Justin Timberlake          | Boyz II Men Justin Timberlake          | Boyz II Men Justin Timberlake          | Boyz II Men Justin Timberlake          | Boyz II Men Justin Timberlake          | Boyz II Men Justin Timberlake          | Boyz II Men Justin Timberlake          | Boyz II Men Justin Timberlake          | Boyz II Men Justin Timberlake          | Boyz II Men Justin Timberlake          | Boyz II Men Justin Timberlake          | Boyz II Men Justin Timberlake          | Boyz II Men Justin Timberlake          | Boyz II Men Justin Timberlake          | Boyz II Men Justin Timberlake          | Boyz II Men Justin Timberlake          | Boyz II Men Justin Timberlake          | Boyz II Men Justin Timberlake          | Boyz II Men Justin Timberlake          | Boyz II Men Justin Timberlake          | Boyz II Men Justin Timberlake          | Boyz II Men Justin Timberlake          | Boyz II Men Justin Timberlake          | Boyz II Men Justin Timberlake          | Boyz II Men Justin Timberlake          | Boyz II Men Justin Timberlake          | Boyz II Men Justin Timberlake          | Boyz II Men Justin Timberlake          | Boyz II Men Justin Timberlake          | Boyz II Men Justin Timberlake          | Boyz II Men Justin Timberlake          | Boyz II Men Justin Timberlake          | Boyz II Men Justin Timberlake          | Boyz II Men Justin Timberlake          | Boyz II Men Justin Timberlake          | Safe                | Safe                | Safe                | Safe                | Safe                | Safe                | Safe                | Safe                | Safe                | Safe                | Safe                | Safe                | Safe                | Safe                | Safe                | Safe                | Safe                | Safe                | Safe                | Safe                | Safe                | Safe                | Safe                | Safe                | Safe                | Safe                | Safe                | Safe                | Safe                | Safe                | Safe                | Safe                | Safe                | Safe                | Safe                | Safe                | Safe                | Safe                | Safe                | Safe                | Safe                | Safe                | Safe                | Safe                | Safe                | Safe                | Safe                | Safe                | Safe                | Safe                | Safe                | Safe                | Safe                | Safe                | Safe                | Safe                | Safe                | Safe                | Safe                | Safe                | Safe                | Safe                | Safe                | Safe                | Safe                | Safe                | Safe                | Safe                | Safe                | Safe                | Safe                | Safe                | Safe                | Safe                | Safe                | Safe                | Safe                | Safe                | Safe                | Safe                | Safe                | Safe                | Safe                | Safe                | Safe                | Safe                | Safe                | Safe                | Safe                | Safe                | Safe                | Safe                | Safe                | Safe                | Safe                | Safe                | Safe                | Safe                | Safe                | Safe                |
| Top 4    | Top 4    | Top 4    | Top 4    | Top 4    | Top 4    | Top 4    | Top 4    | Top 4    | Top 4    | Top 4    | Top 4    | Top 4    | Top 4    | Top 4    | Top 4    | Top 4    | Top 4    | Top 4    | Top 4    | Top 4    | Top 4    | Top 4    | Top 4    | Top 4    | Top 4    | Top 4    | Top 4    | Top 4    | Top 4    | Top 4    | Top 4    | Top 4    | Top 4    | Top 4    | Top 4    | Top 4    | Top 4    | Top 4    | Top 4    | Top 4    | Top 4    | Top 4    | Top 4    | Top 4    | Top 4    | Top 4    | Top 4    | Top 4    | Top 4    | Top 4    | Top 4    | Top 4    | Top 4    | Top 4    | Top 4    | Top 4    | Top 4    | Top 4    | Top 4    | Top 4    | Top 4    | Top 4    | Top 4    | Top 4    | Top 4    | Top 4    | Top 4    | Top 4    | Top 4    | Top 4    | Top 4    | Top 4    | Top 4    | Top 4    | Top 4    | Top 4    | Top 4    | Top 4    | Top 4    | Top 4    | Top 4    | Top 4    | Top 4    | Top 4    | Top 4    | Top 4    | Top 4    | Top 4    | Top 4    | Top 4    | Top 4    | Top 4    | Top 4    | Top 4    | Top 4    | Top 4    | Top 4    | Top 4    | Top 4    | Kiss Faithfully                              | Kiss Faithfully                              | Kiss Faithfully                              | Kiss Faithfully                              | Kiss Faithfully                              | Kiss Faithfully                              | Kiss Faithfully                              | Kiss Faithfully                              | Kiss Faithfully                              | Kiss Faithfully                              | Kiss Faithfully                              | Kiss Faithfully                              | Kiss Faithfully                              | Kiss Faithfully                              | Kiss Faithfully                              | Kiss Faithfully                              | Kiss Faithfully                              | Kiss Faithfully                              | Kiss Faithfully                              | Kiss Faithfully                              | Kiss Faithfully                              | Kiss Faithfully                              | Kiss Faithfully                              | Kiss Faithfully                              | Kiss Faithfully                              | Kiss Faithfully                              | Kiss Faithfully                              | Kiss Faithfully                              | Kiss Faithfully                              | Kiss Faithfully                              | Kiss Faithfully                              | Kiss Faithfully                              | Kiss Faithfully                              | Kiss Faithfully                              | Kiss Faithfully                              | Kiss Faithfully                              | Kiss Faithfully                              | Kiss Faithfully                              | Kiss Faithfully                              | Kiss Faithfully                              | Kiss Faithfully                              | Kiss Faithfully                              | Kiss Faithfully                              | Kiss Faithfully                              | Kiss Faithfully                              | Kiss Faithfully                              | Kiss Faithfully                              | Kiss Faithfully                              | Kiss Faithfully                              | Kiss Faithfully                              | Kiss Faithfully                              | Kiss Faithfully                              | Kiss Faithfully                              | Kiss Faithfully                              | Kiss Faithfully                              | Kiss Faithfully                              | Kiss Faithfully                              | Kiss Faithfully                              | Kiss Faithfully                              | Kiss Faithfully                              | Kiss Faithfully                              | Kiss Faithfully                              | Kiss Faithfully                              | Kiss Faithfully                              | Kiss Faithfully                              | Kiss Faithfully                              | Kiss Faithfully                              | Kiss Faithfully                              | Kiss Faithfully                              | Kiss Faithfully                              | Kiss Faithfully                              | Kiss Faithfully                              | Kiss Faithfully                              | Kiss Faithfully                              | Kiss Faithfully                              | Kiss Faithfully                              | Kiss Faithfully                              | Kiss Faithfully                              | Kiss Faithfully                              | Kiss Faithfully                              | Kiss Faithfully                              | Kiss Faithfully                              | Kiss Faithfully                              | Kiss Faithfully                              | Kiss Faithfully                              | Kiss Faithfully                              | Kiss Faithfully                              | Kiss Faithfully                              | Kiss Faithfully                              | Kiss Faithfully                              | Kiss Faithfully                              | Kiss Faithfully                              | Kiss Faithfully                              | Kiss Faithfully                              | Kiss Faithfully                              | Kiss Faithfully                              | Kiss Faithfully                              | Kiss Faithfully                              | Kiss Faithfully                              | Kiss Faithfully                              | Prince Journey                         | Prince Journey                         | Prince Journey                         | Prince Journey                         | Prince Journey                         | Prince Journey                         | Prince Journey                         | Prince Journey                         | Prince Journey                         | Prince Journey                         | Prince Journey                         | Prince Journey                         | Prince Journey                         | Prince Journey                         | Prince Journey                         | Prince Journey                         | Prince Journey                         | Prince Journey                         | Prince Journey                         | Prince Journey                         | Prince Journey                         | Prince Journey                         | Prince Journey                         | Prince Journey                         | Prince Journey                         | Prince Journey                         | Prince Journey                         | Prince Journey                         | Prince Journey                         | Prince Journey                         | Prince Journey                         | Prince Journey                         | Prince Journey                         | Prince Journey                         | Prince Journey                         | Prince Journey                         | Prince Journey                         | Prince Journey                         | Prince Journey                         | Prince Journey                         | Prince Journey                         | Prince Journey                         | Prince Journey                         | Prince Journey                         | Prince Journey                         | Prince Journey                         | Prince Journey                         | Prince Journey                         | Prince Journey                         | Prince Journey                         | Prince Journey                         | Prince Journey                         | Prince Journey                         | Prince Journey                         | Prince Journey                         | Prince Journey                         | Prince Journey                         | Prince Journey                         | Prince Journey                         | Prince Journey                         | Prince Journey                         | Prince Journey                         | Prince Journey                         | Prince Journey                         | Prince Journey                         | Prince Journey                         | Prince Journey                         | Prince Journey                         | Prince Journey                         | Prince Journey                         | Prince Journey                         | Prince Journey                         | Prince Journey                         | Prince Journey                         | Prince Journey                         | Prince Journey                         | Prince Journey                         | Prince Journey                         | Prince Journey                         | Prince Journey                         | Prince Journey                         | Prince Journey                         | Prince Journey                         | Prince Journey                         | Prince Journey                         | Prince Journey                         | Prince Journey                         | Prince Journey                         | Prince Journey                         | Prince Journey                         | Prince Journey                         | Prince Journey                         | Prince Journey                         | Prince Journey                         | Prince Journey                         | Prince Journey                         | Prince Journey                         | Prince Journey                         | Prince Journey                         | Prince Journey                         | First to be safe    | First to be safe    | First to be safe    | First to be safe    | First to be safe    | First to be safe    | First to be safe    | First to be safe    | First to be safe    | First to be safe    | First to be safe    | First to be safe    | First to be safe    | First to be safe    | First to be safe    | First to be safe    | First to be safe    | First to be safe    | First to be safe    | First to be safe    | First to be safe    | First to be safe    | First to be safe    | First to be safe    | First to be safe    | First to be safe    | First to be safe    | First to be safe    | First to be safe    | First to be safe    | First to be safe    | First to be safe    | First to be safe    | First to be safe    | First to be safe    | First to be safe    | First to be safe    | First to be safe    | First to be safe    | First to be safe    | First to be safe    | First to be safe    | First to be safe    | First to be safe    | First to be safe    | First to be safe    | First to be safe    | First to be safe    | First to be safe    | First to be safe    | First to be safe    | First to be safe    | First to be safe    | First to be safe    | First to be safe    | First to be safe    | First to be safe    | First to be safe    | First to be safe    | First to be safe    | First to be safe    | First to be safe    | First to be safe    | First to be safe    | First to be safe    | First to be safe    | First to be safe    | First to be safe    | First to be safe    | First to be safe    | First to be safe    | First to be safe    | First to be safe    | First to be safe    | First to be safe    | First to be safe    | First to be safe    | First to be safe    | First to be safe    | First to be safe    | First to be safe    | First to be safe    | First to be safe    | First to be safe    | First to be safe    | First to be safe    | First to be safe    | First to be safe    | First to be safe    | First to be safe    | First to be safe    | First to be safe    | First to be safe    | First to be safe    | First to be safe    | First to be safe    | First to be safe    | First to be safe    | First to be safe    | First to be safe    |
| Top 3    | Top 3    | Top 3    | Top 3    | Top 3    | Top 3    | Top 3    | Top 3    | Top 3    | Top 3    | Top 3    | Top 3    | Top 3    | Top 3    | Top 3    | Top 3    | Top 3    | Top 3    | Top 3    | Top 3    | Top 3    | Top 3    | Top 3    | Top 3    | Top 3    | Top 3    | Top 3    | Top 3    | Top 3    | Top 3    | Top 3    | Top 3    | Top 3    | Top 3    | Top 3    | Top 3    | Top 3    | Top 3    | Top 3    | Top 3    | Top 3    | Top 3    | Top 3    | Top 3    | Top 3    | Top 3    | Top 3    | Top 3    | Top 3    | Top 3    | Top 3    | Top 3    | Top 3    | Top 3    | Top 3    | Top 3    | Top 3    | Top 3    | Top 3    | Top 3    | Top 3    | Top 3    | Top 3    | Top 3    | Top 3    | Top 3    | Top 3    | Top 3    | Top 3    | Top 3    | Top 3    | Top 3    | Top 3    | Top 3    | Top 3    | Top 3    | Top 3    | Top 3    | Top 3    | Top 3    | Top 3    | Top 3    | Top 3    | Top 3    | Top 3    | Top 3    | Top 3    | Top 3    | Top 3    | Top 3    | Top 3    | Top 3    | Top 3    | Top 3    | Top 3    | Top 3    | Top 3    | Top 3    | Top 3    | Top 3    | Got to Get You into My Life Desperado        | Got to Get You into My Life Desperado        | Got to Get You into My Life Desperado        | Got to Get You into My Life Desperado        | Got to Get You into My Life Desperado        | Got to Get You into My Life Desperado        | Got to Get You into My Life Desperado        | Got to Get You into My Life Desperado        | Got to Get You into My Life Desperado        | Got to Get You into My Life Desperado        | Got to Get You into My Life Desperado        | Got to Get You into My Life Desperado        | Got to Get You into My Life Desperado        | Got to Get You into My Life Desperado        | Got to Get You into My Life Desperado        | Got to Get You into My Life Desperado        | Got to Get You into My Life Desperado        | Got to Get You into My Life Desperado        | Got to Get You into My Life Desperado        | Got to Get You into My Life Desperado        | Got to Get You into My Life Desperado        | Got to Get You into My Life Desperado        | Got to Get You into My Life Desperado        | Got to Get You into My Life Desperado        | Got to Get You into My Life Desperado        | Got to Get You into My Life Desperado        | Got to Get You into My Life Desperado        | Got to Get You into My Life Desperado        | Got to Get You into My Life Desperado        | Got to Get You into My Life Desperado        | Got to Get You into My Life Desperado        | Got to Get You into My Life Desperado        | Got to Get You into My Life Desperado        | Got to Get You into My Life Desperado        | Got to Get You into My Life Desperado        | Got to Get You into My Life Desperado        | Got to Get You into My Life Desperado        | Got to Get You into My Life Desperado        | Got to Get You into My Life Desperado        | Got to Get You into My Life Desperado        | Got to Get You into My Life Desperado        | Got to Get You into My Life Desperado        | Got to Get You into My Life Desperado        | Got to Get You into My Life Desperado        | Got to Get You into My Life Desperado        | Got to Get You into My Life Desperado        | Got to Get You into My Life Desperado        | Got to Get You into My Life Desperado        | Got to Get You into My Life Desperado        | Got to Get You into My Life Desperado        | Got to Get You into My Life Desperado        | Got to Get You into My Life Desperado        | Got to Get You into My Life Desperado        | Got to Get You into My Life Desperado        | Got to Get You into My Life Desperado        | Got to Get You into My Life Desperado        | Got to Get You into My Life Desperado        | Got to Get You into My Life Desperado        | Got to Get You into My Life Desperado        | Got to Get You into My Life Desperado        | Got to Get You into My Life Desperado        | Got to Get You into My Life Desperado        | Got to Get You into My Life Desperado        | Got to Get You into My Life Desperado        | Got to Get You into My Life Desperado        | Got to Get You into My Life Desperado        | Got to Get You into My Life Desperado        | Got to Get You into My Life Desperado        | Got to Get You into My Life Desperado        | Got to Get You into My Life Desperado        | Got to Get You into My Life Desperado        | Got to Get You into My Life Desperado        | Got to Get You into My Life Desperado        | Got to Get You into My Life Desperado        | Got to Get You into My Life Desperado        | Got to Get You into My Life Desperado        | Got to Get You into My Life Desperado        | Got to Get You into My Life Desperado        | Got to Get You into My Life Desperado        | Got to Get You into My Life Desperado        | Got to Get You into My Life Desperado        | Got to Get You into My Life Desperado        | Got to Get You into My Life Desperado        | Got to Get You into My Life Desperado        | Got to Get You into My Life Desperado        | Got to Get You into My Life Desperado        | Got to Get You into My Life Desperado        | Got to Get You into My Life Desperado        | Got to Get You into My Life Desperado        | Got to Get You into My Life Desperado        | Got to Get You into My Life Desperado        | Got to Get You into My Life Desperado        | Got to Get You into My Life Desperado        | Got to Get You into My Life Desperado        | Got to Get You into My Life Desperado        | Got to Get You into My Life Desperado        | Got to Get You into My Life Desperado        | Got to Get You into My Life Desperado        | Got to Get You into My Life Desperado        | Got to Get You into My Life Desperado        | Earth, Wind and Fire Eagles            | Earth, Wind and Fire Eagles            | Earth, Wind and Fire Eagles            | Earth, Wind and Fire Eagles            | Earth, Wind and Fire Eagles            | Earth, Wind and Fire Eagles            | Earth, Wind and Fire Eagles            | Earth, Wind and Fire Eagles            | Earth, Wind and Fire Eagles            | Earth, Wind and Fire Eagles            | Earth, Wind and Fire Eagles            | Earth, Wind and Fire Eagles            | Earth, Wind and Fire Eagles            | Earth, Wind and Fire Eagles            | Earth, Wind and Fire Eagles            | Earth, Wind and Fire Eagles            | Earth, Wind and Fire Eagles            | Earth, Wind and Fire Eagles            | Earth, Wind and Fire Eagles            | Earth, Wind and Fire Eagles            | Earth, Wind and Fire Eagles            | Earth, Wind and Fire Eagles            | Earth, Wind and Fire Eagles            | Earth, Wind and Fire Eagles            | Earth, Wind and Fire Eagles            | Earth, Wind and Fire Eagles            | Earth, Wind and Fire Eagles            | Earth, Wind and Fire Eagles            | Earth, Wind and Fire Eagles            | Earth, Wind and Fire Eagles            | Earth, Wind and Fire Eagles            | Earth, Wind and Fire Eagles            | Earth, Wind and Fire Eagles            | Earth, Wind and Fire Eagles            | Earth, Wind and Fire Eagles            | Earth, Wind and Fire Eagles            | Earth, Wind and Fire Eagles            | Earth, Wind and Fire Eagles            | Earth, Wind and Fire Eagles            | Earth, Wind and Fire Eagles            | Earth, Wind and Fire Eagles            | Earth, Wind and Fire Eagles            | Earth, Wind and Fire Eagles            | Earth, Wind and Fire Eagles            | Earth, Wind and Fire Eagles            | Earth, Wind and Fire Eagles            | Earth, Wind and Fire Eagles            | Earth, Wind and Fire Eagles            | Earth, Wind and Fire Eagles            | Earth, Wind and Fire Eagles            | Earth, Wind and Fire Eagles            | Earth, Wind and Fire Eagles            | Earth, Wind and Fire Eagles            | Earth, Wind and Fire Eagles            | Earth, Wind and Fire Eagles            | Earth, Wind and Fire Eagles            | Earth, Wind and Fire Eagles            | Earth, Wind and Fire Eagles            | Earth, Wind and Fire Eagles            | Earth, Wind and Fire Eagles            | Earth, Wind and Fire Eagles            | Earth, Wind and Fire Eagles            | Earth, Wind and Fire Eagles            | Earth, Wind and Fire Eagles            | Earth, Wind and Fire Eagles            | Earth, Wind and Fire Eagles            | Earth, Wind and Fire Eagles            | Earth, Wind and Fire Eagles            | Earth, Wind and Fire Eagles            | Earth, Wind and Fire Eagles            | Earth, Wind and Fire Eagles            | Earth, Wind and Fire Eagles            | Earth, Wind and Fire Eagles            | Earth, Wind and Fire Eagles            | Earth, Wind and Fire Eagles            | Earth, Wind and Fire Eagles            | Earth, Wind and Fire Eagles            | Earth, Wind and Fire Eagles            | Earth, Wind and Fire Eagles            | Earth, Wind and Fire Eagles            | Earth, Wind and Fire Eagles            | Earth, Wind and Fire Eagles            | Earth, Wind and Fire Eagles            | Earth, Wind and Fire Eagles            | Earth, Wind and Fire Eagles            | Earth, Wind and Fire Eagles            | Earth, Wind and Fire Eagles            | Earth, Wind and Fire Eagles            | Earth, Wind and Fire Eagles            | Earth, Wind and Fire Eagles            | Earth, Wind and Fire Eagles            | Earth, Wind and Fire Eagles            | Earth, Wind and Fire Eagles            | Earth, Wind and Fire Eagles            | Earth, Wind and Fire Eagles            | Earth, Wind and Fire Eagles            | Earth, Wind and Fire Eagles            | Earth, Wind and Fire Eagles            | Earth, Wind and Fire Eagles            | Earth, Wind and Fire Eagles            | Safe                | Safe                | Safe                | Safe                | Safe                | Safe                | Safe                | Safe                | Safe                | Safe                | Safe                | Safe                | Safe                | Safe                | Safe                | Safe                | Safe                | Safe                | Safe                | Safe                | Safe                | Safe                | Safe                | Safe                | Safe                | Safe                | Safe                | Safe                | Safe                | Safe                | Safe                | Safe                | Safe                | Safe                | Safe                | Safe                | Safe                | Safe                | Safe                | Safe                | Safe                | Safe                | Safe                | Safe                | Safe                | Safe                | Safe                | Safe                | Safe                | Safe                | Safe                | Safe                | Safe                | Safe                | Safe                | Safe                | Safe                | Safe                | Safe                | Safe                | Safe                | Safe                | Safe                | Safe                | Safe                | Safe                | Safe                | Safe                | Safe                | Safe                | Safe                | Safe                | Safe                | Safe                | Safe                | Safe                | Safe                | Safe                | Safe                | Safe                | Safe                | Safe                | Safe                | Safe                | Safe                | Safe                | Safe                | Safe                | Safe                | Safe                | Safe                | Safe                | Safe                | Safe                | Safe                | Safe                | Safe                | Safe                | Safe                | Safe                |
| Finale   | Finale   | Finale   | Finale   | Finale   | Finale   | Finale   | Finale   | Finale   | Finale   | Finale   | Finale   | Finale   | Finale   | Finale   | Finale   | Finale   | Finale   | Finale   | Finale   | Finale   | Finale   | Finale   | Finale   | Finale   | Finale   | Finale   | Finale   | Finale   | Finale   | Finale   | Finale   | Finale   | Finale   | Finale   | Finale   | Finale   | Finale   | Finale   | Finale   | Finale   | Finale   | Finale   | Finale   | Finale   | Finale   | Finale   | Finale   | Finale   | Finale   | Finale   | Finale   | Finale   | Finale   | Finale   | Finale   | Finale   | Finale   | Finale   | Finale   | Finale   | Finale   | Finale   | Finale   | Finale   | Finale   | Finale   | Finale   | Finale   | Finale   | Finale   | Finale   | Finale   | Finale   | Finale   | Finale   | Finale   | Finale   | Finale   | Finale   | Finale   | Finale   | Finale   | Finale   | Finale   | Finale   | Finale   | Finale   | Finale   | Finale   | Finale   | Finale   | Finale   | Finale   | Finale   | Finale   | Finale   | Finale   | Finale   | Finale   | You Give Me Wings Through the Fire Freedom90 | You Give Me Wings Through the Fire Freedom90 | You Give Me Wings Through the Fire Freedom90 | You Give Me Wings Through the Fire Freedom90 | You Give Me Wings Through the Fire Freedom90 | You Give Me Wings Through the Fire Freedom90 | You Give Me Wings Through the Fire Freedom90 | You Give Me Wings Through the Fire Freedom90 | You Give Me Wings Through the Fire Freedom90 | You Give Me Wings Through the Fire Freedom90 | You Give Me Wings Through the Fire Freedom90 | You Give Me Wings Through the Fire Freedom90 | You Give Me Wings Through the Fire Freedom90 | You Give Me Wings Through the Fire Freedom90 | You Give Me Wings Through the Fire Freedom90 | You Give Me Wings Through the Fire Freedom90 | You Give Me Wings Through the Fire Freedom90 | You Give Me Wings Through the Fire Freedom90 | You Give Me Wings Through the Fire Freedom90 | You Give Me Wings Through the Fire Freedom90 | You Give Me Wings Through the Fire Freedom90 | You Give Me Wings Through the Fire Freedom90 | You Give Me Wings Through the Fire Freedom90 | You Give Me Wings Through the Fire Freedom90 | You Give Me Wings Through the Fire Freedom90 | You Give Me Wings Through the Fire Freedom90 | You Give Me Wings Through the Fire Freedom90 | You Give Me Wings Through the Fire Freedom90 | You Give Me Wings Through the Fire Freedom90 | You Give Me Wings Through the Fire Freedom90 | You Give Me Wings Through the Fire Freedom90 | You Give Me Wings Through the Fire Freedom90 | You Give Me Wings Through the Fire Freedom90 | You Give Me Wings Through the Fire Freedom90 | You Give Me Wings Through the Fire Freedom90 | You Give Me Wings Through the Fire Freedom90 | You Give Me Wings Through the Fire Freedom90 | You Give Me Wings Through the Fire Freedom90 | You Give Me Wings Through the Fire Freedom90 | You Give Me Wings Through the Fire Freedom90 | You Give Me Wings Through the Fire Freedom90 | You Give Me Wings Through the Fire Freedom90 | You Give Me Wings Through the Fire Freedom90 | You Give Me Wings Through the Fire Freedom90 | You Give Me Wings Through the Fire Freedom90 | You Give Me Wings Through the Fire Freedom90 | You Give Me Wings Through the Fire Freedom90 | You Give Me Wings Through the Fire Freedom90 | You Give Me Wings Through the Fire Freedom90 | You Give Me Wings Through the Fire Freedom90 | You Give Me Wings Through the Fire Freedom90 | You Give Me Wings Through the Fire Freedom90 | You Give Me Wings Through the Fire Freedom90 | You Give Me Wings Through the Fire Freedom90 | You Give Me Wings Through the Fire Freedom90 | You Give Me Wings Through the Fire Freedom90 | You Give Me Wings Through the Fire Freedom90 | You Give Me Wings Through the Fire Freedom90 | You Give Me Wings Through the Fire Freedom90 | You Give Me Wings Through the Fire Freedom90 | You Give Me Wings Through the Fire Freedom90 | You Give Me Wings Through the Fire Freedom90 | You Give Me Wings Through the Fire Freedom90 | You Give Me Wings Through the Fire Freedom90 | You Give Me Wings Through the Fire Freedom90 | You Give Me Wings Through the Fire Freedom90 | You Give Me Wings Through the Fire Freedom90 | You Give Me Wings Through the Fire Freedom90 | You Give Me Wings Through the Fire Freedom90 | You Give Me Wings Through the Fire Freedom90 | You Give Me Wings Through the Fire Freedom90 | You Give Me Wings Through the Fire Freedom90 | You Give Me Wings Through the Fire Freedom90 | You Give Me Wings Through the Fire Freedom90 | You Give Me Wings Through the Fire Freedom90 | You Give Me Wings Through the Fire Freedom90 | You Give Me Wings Through the Fire Freedom90 | You Give Me Wings Through the Fire Freedom90 | You Give Me Wings Through the Fire Freedom90 | You Give Me Wings Through the Fire Freedom90 | You Give Me Wings Through the Fire Freedom90 | You Give Me Wings Through the Fire Freedom90 | You Give Me Wings Through the Fire Freedom90 | You Give Me Wings Through the Fire Freedom90 | You Give Me Wings Through the Fire Freedom90 | You Give Me Wings Through the Fire Freedom90 | You Give Me Wings Through the Fire Freedom90 | You Give Me Wings Through the Fire Freedom90 | You Give Me Wings Through the Fire Freedom90 | You Give Me Wings Through the Fire Freedom90 | You Give Me Wings Through the Fire Freedom90 | You Give Me Wings Through the Fire Freedom90 | You Give Me Wings Through the Fire Freedom90 | You Give Me Wings Through the Fire Freedom90 | You Give Me Wings Through the Fire Freedom90 | You Give Me Wings Through the Fire Freedom90 | You Give Me Wings Through the Fire Freedom90 | You Give Me Wings Through the Fire Freedom90 | You Give Me Wings Through the Fire Freedom90 | You Give Me Wings Through the Fire Freedom90 | Winning Song Chaka Khan George Michael | Winning Song Chaka Khan George Michael | Winning Song Chaka Khan George Michael | Winning Song Chaka Khan George Michael | Winning Song Chaka Khan George Michael | Winning Song Chaka Khan George Michael | Winning Song Chaka Khan George Michael | Winning Song Chaka Khan George Michael | Winning Song Chaka Khan George Michael | Winning Song Chaka Khan George Michael | Winning Song Chaka Khan George Michael | Winning Song Chaka Khan George Michael | Winning Song Chaka Khan George Michael | Winning Song Chaka Khan George Michael | Winning Song Chaka Khan George Michael | Winning Song Chaka Khan George Michael | Winning Song Chaka Khan George Michael | Winning Song Chaka Khan George Michael | Winning Song Chaka Khan George Michael | Winning Song Chaka Khan George Michael | Winning Song Chaka Khan George Michael | Winning Song Chaka Khan George Michael | Winning Song Chaka Khan George Michael | Winning Song Chaka Khan George Michael | Winning Song Chaka Khan George Michael | Winning Song Chaka Khan George Michael | Winning Song Chaka Khan George Michael | Winning Song Chaka Khan George Michael | Winning Song Chaka Khan George Michael | Winning Song Chaka Khan George Michael | Winning Song Chaka Khan George Michael | Winning Song Chaka Khan George Michael | Winning Song Chaka Khan George Michael | Winning Song Chaka Khan George Michael | Winning Song Chaka Khan George Michael | Winning Song Chaka Khan George Michael | Winning Song Chaka Khan George Michael | Winning Song Chaka Khan George Michael | Winning Song Chaka Khan George Michael | Winning Song Chaka Khan George Michael | Winning Song Chaka Khan George Michael | Winning Song Chaka Khan George Michael | Winning Song Chaka Khan George Michael | Winning Song Chaka Khan George Michael | Winning Song Chaka Khan George Michael | Winning Song Chaka Khan George Michael | Winning Song Chaka Khan George Michael | Winning Song Chaka Khan George Michael | Winning Song Chaka Khan George Michael | Winning Song Chaka Khan George Michael | Winning Song Chaka Khan George Michael | Winning Song Chaka Khan George Michael | Winning Song Chaka Khan George Michael | Winning Song Chaka Khan George Michael | Winning Song Chaka Khan George Michael | Winning Song Chaka Khan George Michael | Winning Song Chaka Khan George Michael | Winning Song Chaka Khan George Michael | Winning Song Chaka Khan George Michael | Winning Song Chaka Khan George Michael | Winning Song Chaka Khan George Michael | Winning Song Chaka Khan George Michael | Winning Song Chaka Khan George Michael | Winning Song Chaka Khan George Michael | Winning Song Chaka Khan George Michael | Winning Song Chaka Khan George Michael | Winning Song Chaka Khan George Michael | Winning Song Chaka Khan George Michael | Winning Song Chaka Khan George Michael | Winning Song Chaka Khan George Michael | Winning Song Chaka Khan George Michael | Winning Song Chaka Khan George Michael | Winning Song Chaka Khan George Michael | Winning Song Chaka Khan George Michael | Winning Song Chaka Khan George Michael | Winning Song Chaka Khan George Michael | Winning Song Chaka Khan George Michael | Winning Song Chaka Khan George Michael | Winning Song Chaka Khan George Michael | Winning Song Chaka Khan George Michael | Winning Song Chaka Khan George Michael | Winning Song Chaka Khan George Michael | Winning Song Chaka Khan George Michael | Winning Song Chaka Khan George Michael | Winning Song Chaka Khan George Michael | Winning Song Chaka Khan George Michael | Winning Song Chaka Khan George Michael | Winning Song Chaka Khan George Michael | Winning Song Chaka Khan George Michael | Winning Song Chaka Khan George Michael | Winning Song Chaka Khan George Michael | Winning Song Chaka Khan George Michael | Winning Song Chaka Khan George Michael | Winning Song Chaka Khan George Michael | Winning Song Chaka Khan George Michael | Winning Song Chaka Khan George Michael | Winning Song Chaka Khan George Michael | Winning Song Chaka Khan George Michael | Winning Song Chaka Khan George Michael | Winning Song Chaka Khan George Michael | Winner              | Winner              | Winner              | Winner              | Winner              | Winner              | Winner              | Winner              | Winner              | Winner              | Winner              | Winner              | Winner              | Winner              | Winner              | Winner              | Winner              | Winner              | Winner              | Winner              | Winner              | Winner              | Winner              | Winner              | Winner              | Winner              | Winner              | Winner              | Winner              | Winner              | Winner              | Winner              | Winner              | Winner              | Winner              | Winner              | Winner              | Winner              | Winner              | Winner              | Winner              | Winner              | Winner              | Winner              | Winner              | Winner              | Winner              | Winner              | Winner              | Winner              | Winner              | Winner              | Winner              | Winner              | Winner              | Winner              | Winner              | Winner              | Winner              | Winner              | Winner              | Winner              | Winner              | Winner              | Winner              | Winner              | Winner              | Winner              | Winner              | Winner              | Winner              | Winner              | Winner              | Winner              | Winner              | Winner              | Winner              | Winner              | Winner              | Winner              | Winner              | Winner              | Winner              | Winner              | Winner              | Winner              | Winner              | Winner              | Winner              | Winner              | Winner              | Winner              | Winner              | Winner              | Winner              | Winner              | Winner              | Winner              | Winner              | Winner              |

## Discografía

### Álbumes
| Información |
| --- |
| Hady Mirza - Released: 13 de noviembre de 2006 - Chart positions (Album): No.1 on HMV, Sembawang Music, CD Rama - Chart positions (Singles): You Give Me Wings (No.1 on 987FM) / Merpati (No.1 on Ria FM 89.7) - Worldwide Sales: TBC - RIAS certification: Platinum - Singles: You Give Me Wings, Freedom! '90, Merpati (Malay Single) |

| Información |
| --- |
| Sang Penyanyi - Released: 15 de diciembre de 2009 - Chart positions (Album): N/a - Chart positions (Singles): Angkasa (No.1 for 29 weeks on Ria FM 89.7)- The Longest Running Single ever since its radio debut in 2009 right through 2010. - Worldwide Sales: TBC - RIAS certification: TBC - Singles: Angkasa, I'll Never Leave, Ku Tetapkan Menunggu |

Nota: En Singapur, álbumes reciben el estatus de Platino, cuando 15 000 álbumes son vendidos en vez de 1 millón en los EE. UU. a causa de su menor número de habitantes.